# 姪浜
姪浜（めいのはま）は、福岡市西区にある地名。旧筑前国早良郡。地区に含まれる行政地名は、姪の浜（めいのはま）一丁目から六丁目まで及び姪浜駅南（めいのはまえきみなみ）一丁目から四丁目まで。面積は、姪の浜が107.34ヘクタール、姪浜駅南が44.43ヘクタール、合計で151.77ヘクタール。2024年9月末現在の人口は、姪の浜が18,087人、姪浜駅南が9,354人、合計で27,441人。郵便番号は、姪の浜が819-0002、姪浜駅南が819-0006。

## 地理
福岡市の都心部とされる中央区天神等の西方約7キロメートル、西区の北東部に位置する。室見川の最下流左岸に広がる地域であり、姪浜駅を中心に隣の内浜と合わせて福岡市西区の行政や交通の中心をなしている。北でマリナ通りを挟んで愛宕浜と、東でマリナ通りを挟んで豊浜と、豊浜姪の浜線及び明治通りを挟んで愛宕と、愛宕南228号線を挟んで愛宕南と、南で福重と、西で姪浜大通りを挟んで内浜と、名柄川を介して小戸と隣接する。
西側には長垂山・叶岳・高祖山があり、今宿や伊都、糸島市地域と姪浜地域とを隔てる。

### 河川
姪浜には次の河川が横断している。
- 名柄川（姪の浜の西端で接する。）
- 室見川（姪浜駅南二丁目の一部、姪浜小田部線でのみ接する。）

### 都市計画
姪浜の都市計画に関しては、「福岡市都市計画マスタープラン」において定められた方針には次のとおりである。姪浜は、内浜とともに、姪浜駅の周辺にあり、賑いのある古くからのまちと新たに生まれたまちが調和した、利便性が高く魅力的な街並みを持った「地域拠点」に位置付けられ、交通結節点にふさわしい土地利用の誘導や商業機能などの適正な誘導などがまちづくりの視点とされている。交通ネットワークとして都市の骨格となる明治通りの沿道や幹線道路である愛宕通り、マリナ通り及び姪浜大通りの沿道が、商業、業務、サービス施設や中高層住宅などが連続した「沿道軸」に位置付けられている。名柄川の河川沿いが散策・憩いの場となるとともに、緑と広がりのある景観が連続したゆとりと潤いのある水辺空間として「河川緑地軸」に位置付けられている。土地利用については、戸建住宅などの低層住宅が大部分を占めるが、一部中層住宅などが立地する「低中層住宅ゾーン」と位置付けられており、良好な住環境の保全・形成、緑化の推進、低層住宅と中層住宅の調和などがまちづくりの視点とされている。また、明治通り沿いは、古くからの集落が形成されているため、幅員4メートル未満の狭隘道路が多く、築30年以上の木造建築物も多く立地しているため、災害時における安全性などの課題がある。用途地域については、姪浜駅北線と姪浜駅南3809号線に挟まれた姪浜駅周辺の範囲、福岡市地下鉄空港線、愛宕南225線及び姪の浜226号線に挟まれた範囲、姪浜駅北線の北側道路境界線から概ね30メートルの範囲、県道姪浜停車場線の両側道路境界線から概ね30メートルの範囲、明治通り並びに旧唐津街道（姪浜1号線、姪の浜2号線、姪の浜5号線及び姪の浜65号線）の両側道路境界線から概ね30メートルの範囲が商業地域に、姪浜大通り、愛宕通り、マリナ通り及び姪の浜駅東線の両側道路境界線から概ね50メートルの範囲が第二種住居地域に、これら以外の範囲が第一種住居地域に指定されている。地区計画については、姪浜駅南の一部と隣接する内浜一丁目のうち姪浜駅に近い東側と合わせた約53.8ヘクタールの範囲が「都市計画姪浜駅南地区地区計画」が定められ、地域の核づくりを推進するために、用途地域の規制に加えて、さらに建築物等に関する制限が加えられている。

## 歴史
「姪浜」の地名の語源は神功皇后が三韓征伐からの帰途この地に上陸し、衵を洗い干したことから衵ノ浜（あこめのはま）と称され、転訛して姪浜と呼ばれるようになったものと言われている。
鎌倉時代、元寇（文永・弘安の役）に際し防塁が当時の海岸沿いに築造され、弘安 - 正安年間には警固番役が置かれて防塁の維持を担った。鷲尾山には鎮西探題が城（姪浜城、探題館）を築いた。
江戸時代には唐津街道沿いの宿場町及び港町として栄える。福岡藩2代藩主黒田忠之が1634年（寛永11年）に京都の愛宕神社より愛宕権現を勧請し鷲尾山に鷲尾愛宕神社を建立。これより鷲尾山は愛宕山と呼ばれる。
1889年（明治22年）、町村制施行により早良郡姪ノ浜村が置かれ、1893年（明治26年）には姪浜町となる。
1914年（大正3年）から採掘が始まった姪浜炭鉱（早良炭鉱）は年20万トンを出炭し、最盛期には約8000人の炭鉱労働者が居住していた。石炭運搬を目的として、後に北筑軌道となる軌道（さらに会社合併により西鉄福岡市内線となる）が敷設され、1925年（大正14年）には北九州鉄道（現JR九州筑肥線）姪ノ浜駅が開業した。
1933年（昭和8年）に姪浜町は福岡市に編入。1945年（昭和20年）の福岡大空襲では罹災。戦後も炭鉱は経営されたが1962年（昭和37年）に閉山。前年の1961年（昭和36年）から小戸公園の整備が始まり、1974年（昭和49年）には福岡市立福岡女子高等学校が中央区赤坂から移転。
1976年（昭和51年）に住居表示が実施され、地区の中心部分が姪の浜1丁目 - 6丁目となり、同時に豊浜1 - 3丁目、愛宕1 - 4丁目も分立した。その後、大町団地、小戸、下山門、石丸、内浜、福重、愛宕浜、姪浜駅南、愛宕南の各町（大町団地以外は丁目で分かれる）が順次分立している。「メイノハマ」の表記は伝統的には「姪浜」であるが、住居表示後の表記は「姪の浜」と「の」を送っている（同様の例は博多区金の隈でも見られる。）。
1983年（昭和58年）、福岡市地下鉄1号線（現空港線）が姪浜駅まで開業し同駅で国鉄筑肥線と相互直通運転を開始。同時に筑肥線の同駅から博多駅間が廃止され、筑肥線と地下鉄1号線の終点となった姪浜駅は西区区域における交通の結節点としての役割を大幅に強めることとなる。
1990年代以降は姪浜駅周辺で土地区画整理事業が施工され、福岡高速道路出入口（姪浜IC、愛宕IC）が敷設された上、2000年にはショッパーズモールマリナタウンやマリノアシティ福岡等の大型商業施設が近隣に相次いで開業。現在、駅周辺（特に南口方面）は、高層マンションが並ぶ住宅街へと発展を遂げた。

## 人口
姪の浜及び姪浜駅南についてそれぞれの人口の推移を福岡市の住民基本台帳（公称町別）に基づき示す（単位：人）。集計時点は各年9月末現在である。

### 姪の浜
- 2001年（平成13年）：12,887
- 2002年（平成14年）：13,792
- 2003年（平成15年）：14,189
- 2004年（平成16年）：14,388
- 2005年（平成17年）：14,510
- 2006年（平成18年）：14,607
- 2007年（平成19年）：14,905
- 2008年（平成20年）：15,135
- 2009年（平成21年）：15,435
- 2010年（平成22年）：15,692
- 2011年（平成23年）：15,949
- 2012年（平成24年）：15,901
- 2013年（平成25年）：16,088
- 2014年（平成26年）：16,267
- 2015年（平成27年）：16,241
- 2016年（平成28年）：16,320
- 2017年（平成29年）：16,509
- 2018年（平成30年）：16,729
- 2019年（令和元年）：17,127
- 2020年（令和2年）：17,353
- 2021年（令和3年）：17,344
- 2022年（令和4年）：17,677
- 2023年（令和5年）：17,967
- 2024年（令和6年）：18,087

### 姪浜駅南
- 2001年（平成13年）：-[注釈 1]
- 2002年（平成14年）：4,893
- 2003年（平成15年）：5,743
- 2004年（平成16年）：6,100
- 2005年（平成17年）：6,513
- 2006年（平成18年）：6,713
- 2007年（平成19年）：6,900
- 2008年（平成20年）：7,159
- 2009年（平成21年）：7,433
- 2010年（平成22年）：7,501
- 2011年（平成23年）：7,468
- 2012年（平成24年）：7,644
- 2013年（平成25年）：7,897
- 2014年（平成26年）：7,938
- 2015年（平成27年）：7,943
- 2016年（平成28年）：8,011
- 2017年（平成29年）：8,192
- 2018年（平成30年）：8,415
- 2019年（令和元年）：8,580
- 2020年（令和2年）：8,950
- 2021年（令和3年）：9,009
- 2022年（令和4年）：9,144
- 2023年（令和5年）：9,192
- 2024年（令和6年）：9,354

## 交通

### 道路
主な幹線道路は次の通り。

#### 都市高速道路
都市高速道路としては、町内の東側に福岡高速道路の福岡高速環状線が通っており、町内には次の出入口がある。
- 姪浜出入口（料金所・ランプ）

なお、隣は次の出入口である。
- 西側：石丸入口（石丸二丁目）及び福重出口（福重三丁目）
- 東側：愛宕出入口（愛宕三丁目､四丁目）

#### 県道
福岡県が管理する県道の主要なものは次のとおりである。
- 福岡県道560号都地姪浜線（福岡市道路愛称：「姪浜大通り」[注釈 2]）
- 県道姪浜停車場線

#### 市道
福岡市が管理する市道の主要なものは次のとおりである。
- 明治通り（福岡市道千代今宿線・旧国道202号）
- マリナ通り[注釈 3]
- 豊浜小戸線[注釈 4]
- 愛宕姪の浜線[注釈 5]
- 旧唐津街道（姪の浜2号線、姪浜65号線、姪の浜1号線及び姪の浜5号線[注釈 6]）
- 愛宕通り[注釈 7]
- 姪浜小田部線
- 姪浜駅北線
- 姪の浜駅南線
- 姪の浜駅東線
- 姪浜小田部線[注釈 8]
- 鳥飼姪の浜線[注釈 9]

### 鉄道
鉄道については、福岡市交通局が運営する地下鉄の福岡市地下鉄空港線及び九州旅客鉄道（JR九州）が運営する鉄道の筑肥線が町内のほぼ中央部に通っており、次の駅がある。
- 姪浜駅（福岡市地下鉄空港線と筑肥線の2路線が乗り入れている。）

なお、隣の駅については、西側の駅（筑肥線）が 下山門駅、東側の駅（福岡市地下鉄空港線）が室見駅である。

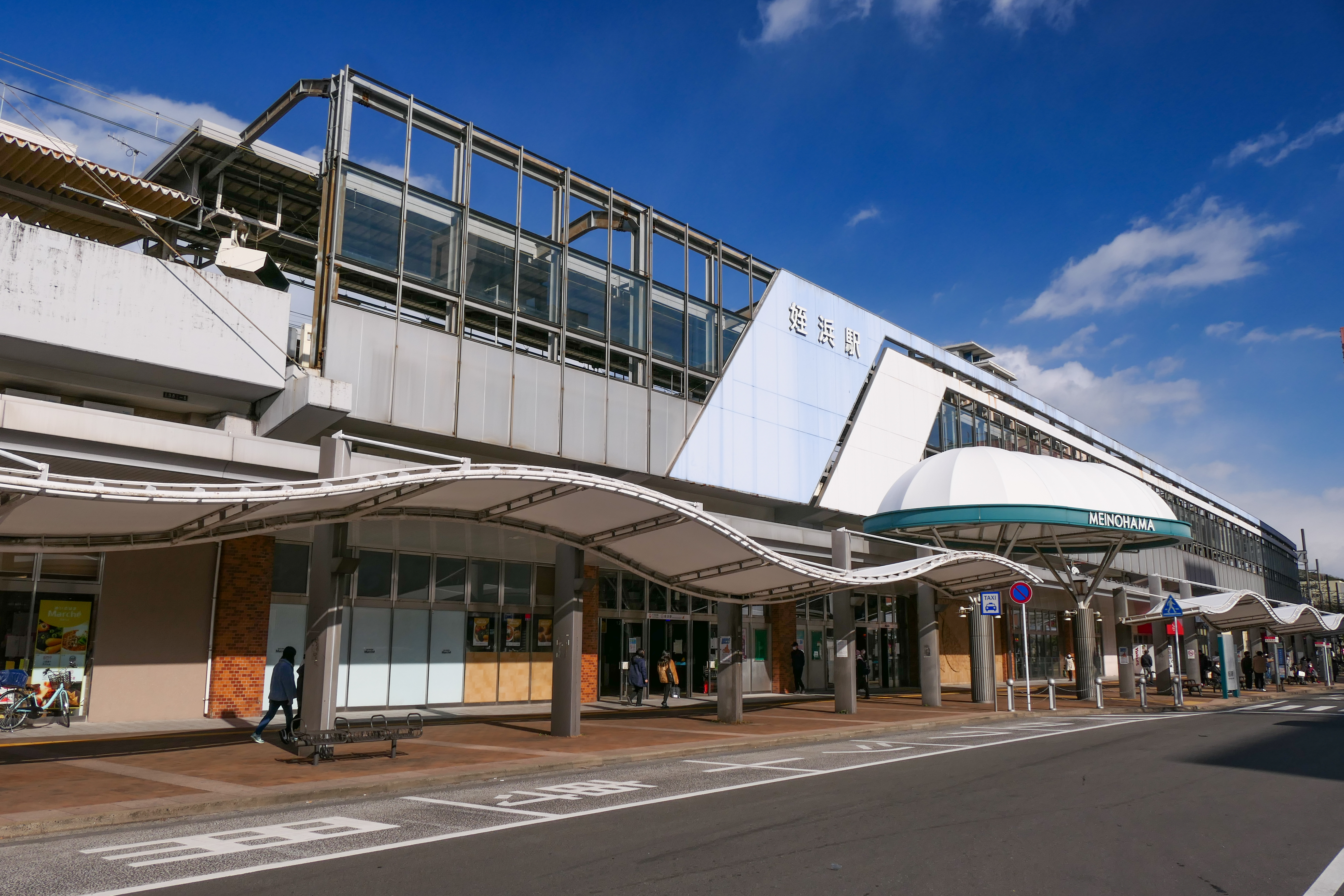
姪浜駅

### バス
バスについては、西日本鉄道株式会社が運営する通称「西鉄バス」及び昭和自動車株式会社が運営する通称「昭和バス」が運行している。

#### 西鉄バス
西鉄バスには次の停留所がある。
- 姪浜駅の周辺：姪浜駅北口、姪浜駅南口
- マリナ通り沿い：名柄団地、愛宕浜四丁目、郵便局前
- 明治通り沿い：姪浜、姪浜小学校前、姪浜二丁目
- 愛宕通り沿い：愛宕南
- 姪浜大通り沿い：姪浜五丁目[注釈 11]、内浜ウエストコート東

#### 昭和バス
昭和バスには次の停留所がある。
- 姪浜駅南口（小戸経由マリノアシティ福岡行き）
- 姪浜駅北口
- 姪の浜

### 市内航路
町域外ではあるが、市内航路については、隣町に福岡市営渡船の発着所「姪浜旅客待合所」（能古渡船場）があり、次の航路がある。
- 能古島～姪浜航路（フェリー、所要時間：10分）
- 小呂島～姪浜航路（旅客船、所要時間：65分）

## 施設（町内）

### 公共・公益施設
- 福岡市姪浜公民館[注釈 13]
- 福岡市姪北公民館[注釈 14]
- 福岡市西消防署姪浜出張所（姪の浜四丁目）
- 西警察署姪の浜警部交番（姪の浜三丁目）
- ハローワーク福岡西[注釈 15]
- 姪浜郵便局（姪浜三丁目）
- 福岡新栄郵便局[注釈 16]
- 福岡市交通局姪浜合同事務所[注釈 17]
- 福岡市興徳寺ポンプ場[注釈 18]
- 姪浜電気ビル[注釈 19]

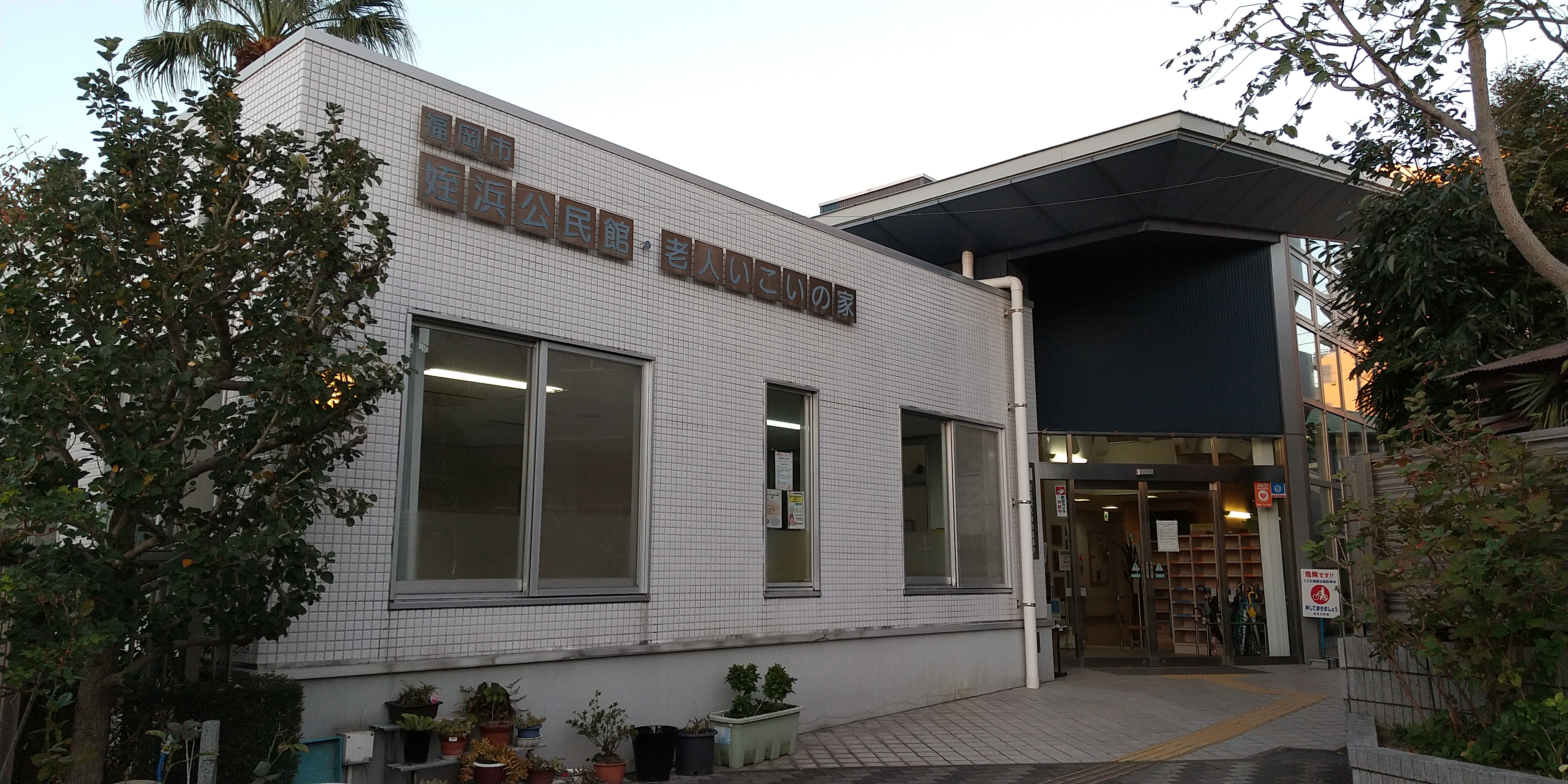
福岡市姪浜公民館
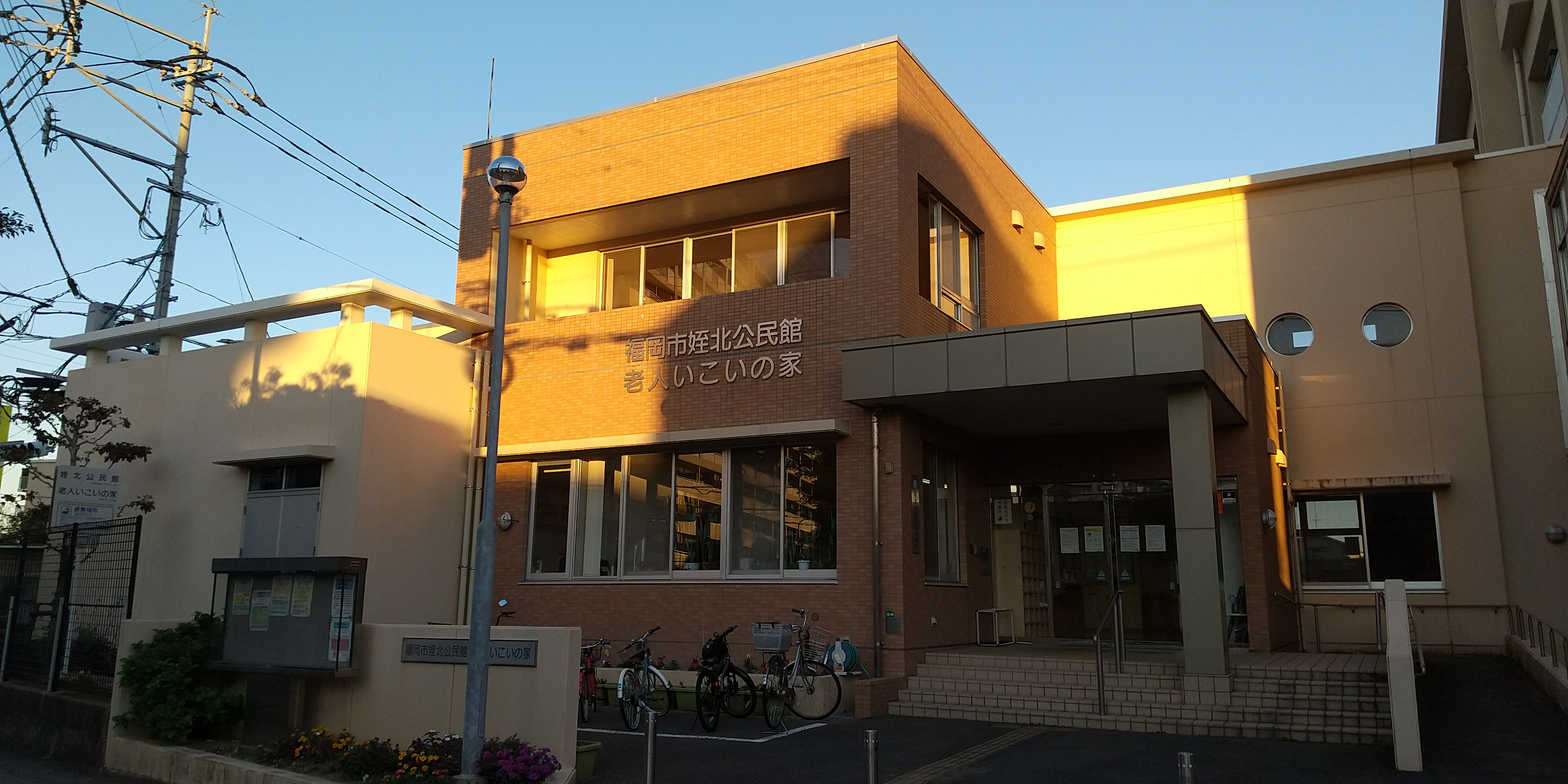
福岡市姪北公民館
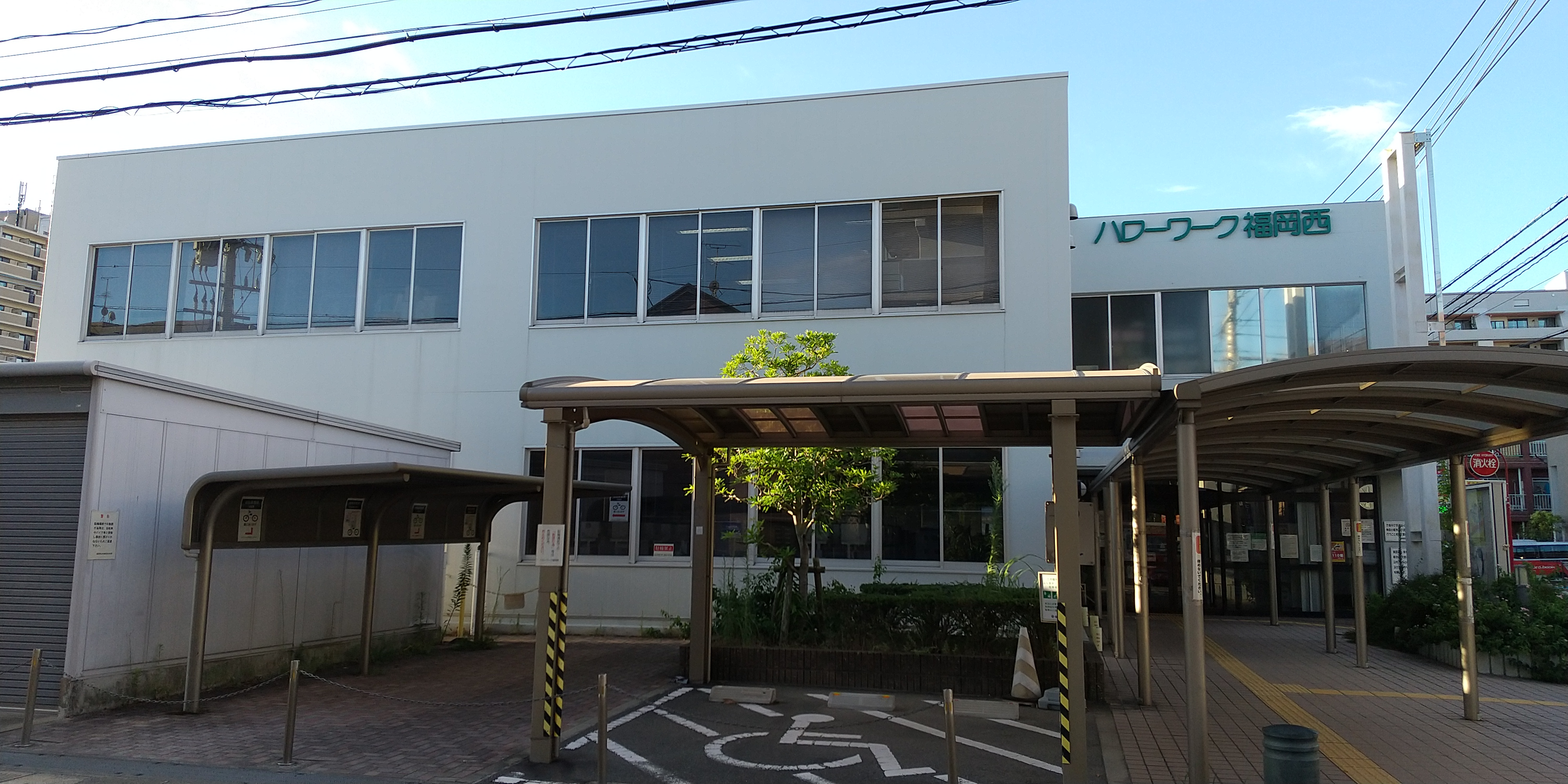
ハローワーク福岡西
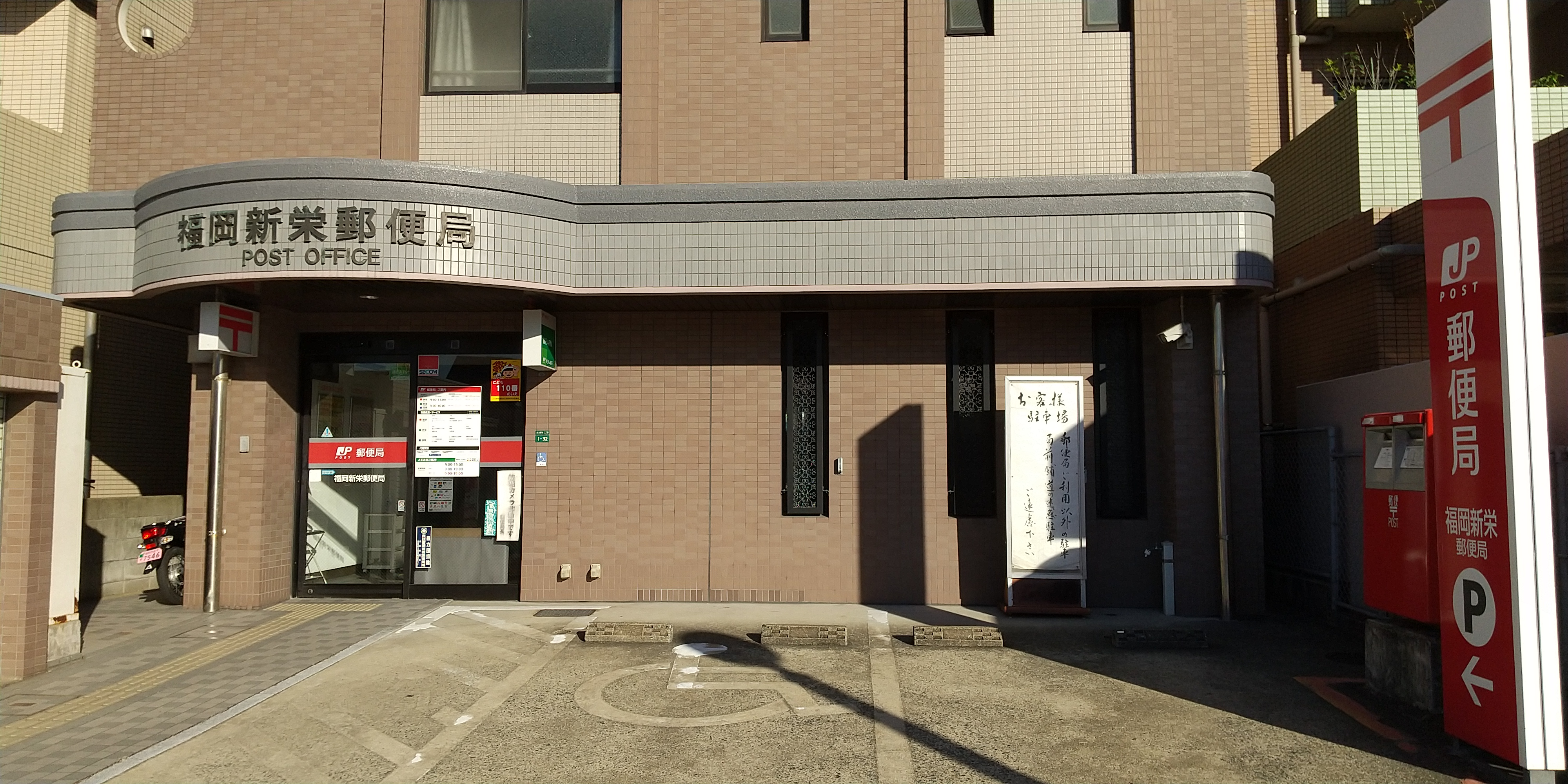
福岡新栄郵便局（
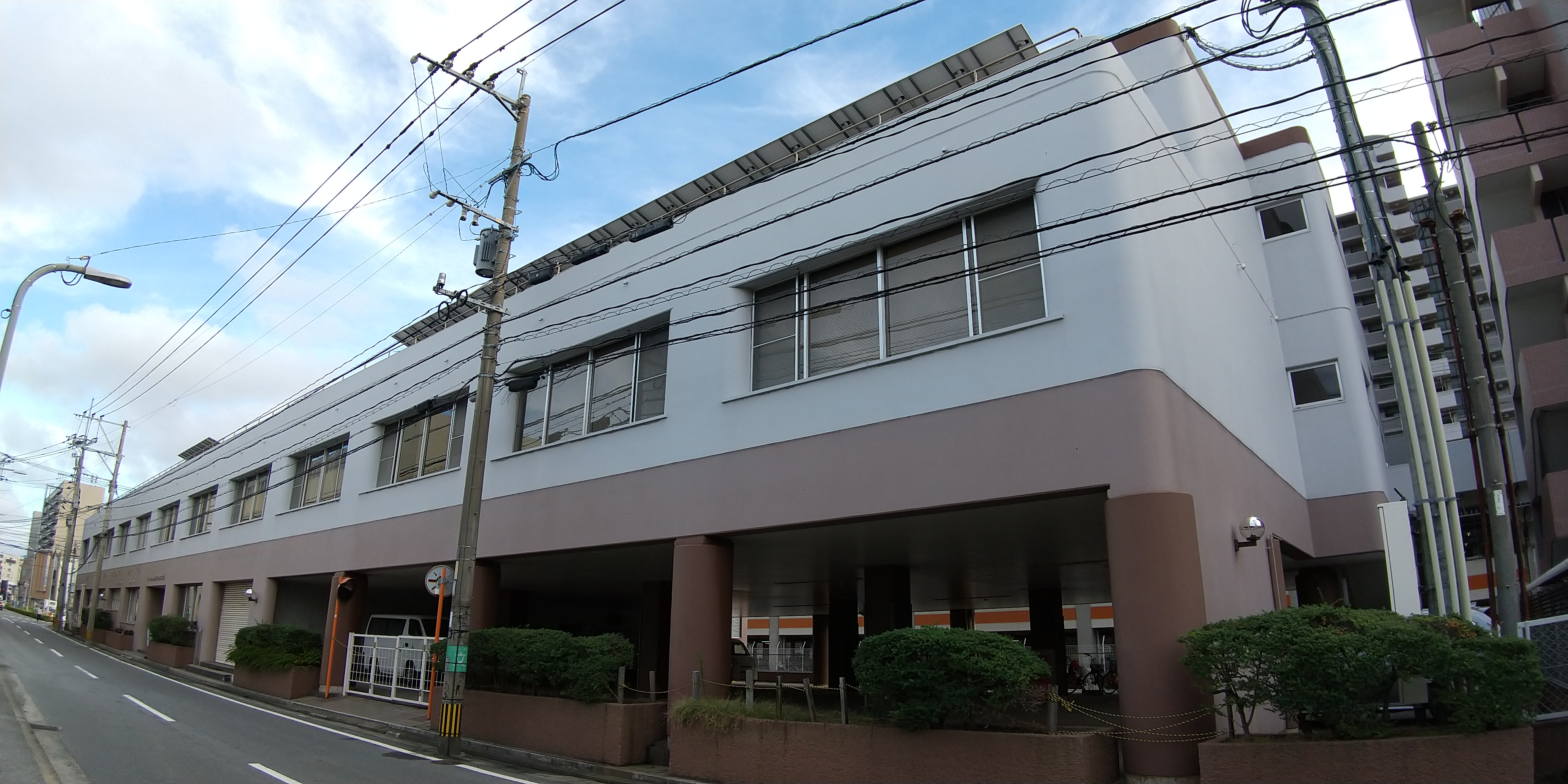
福岡市交通局姪浜合同事務所
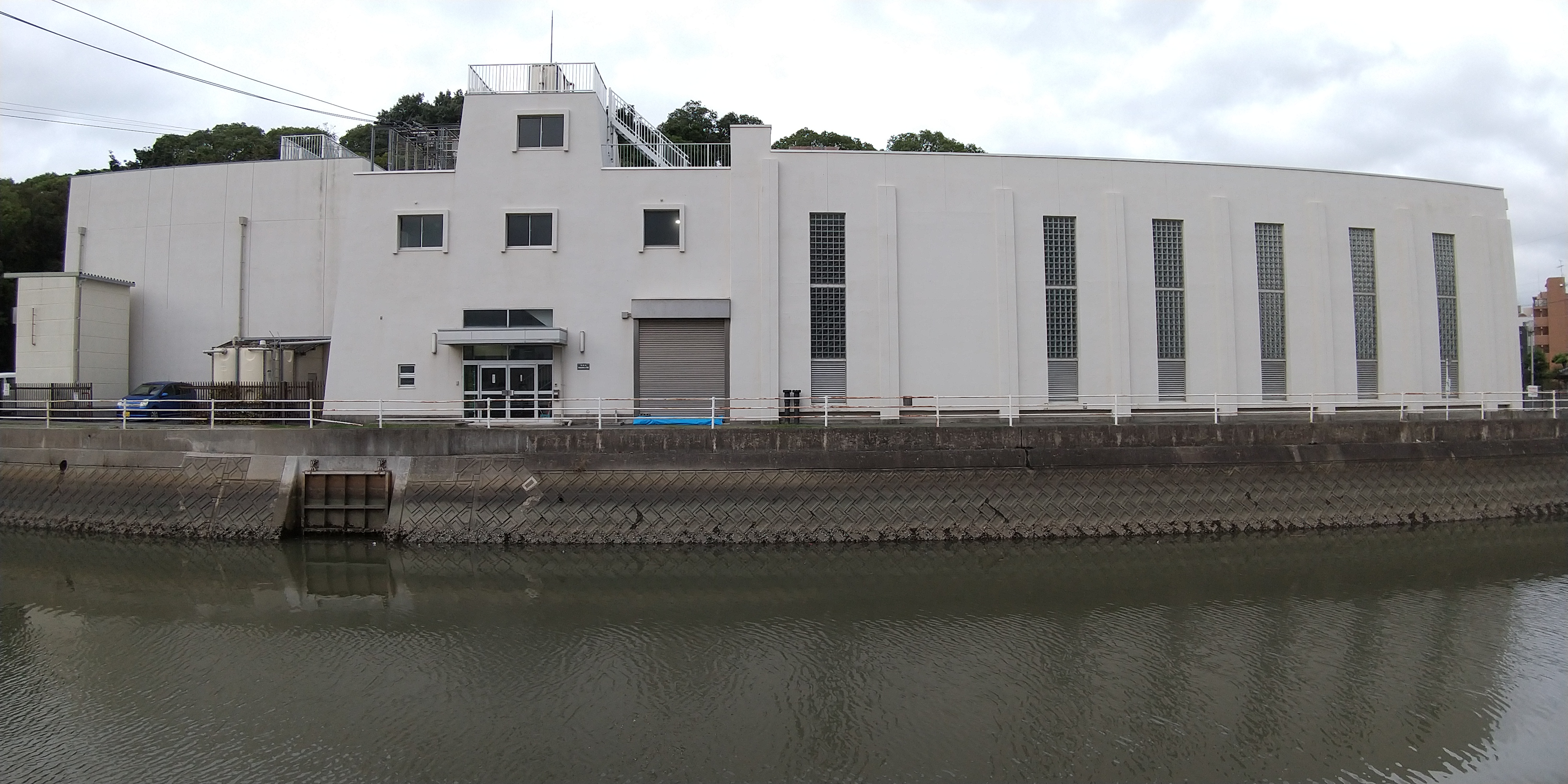
福岡市興徳寺ポンプ場
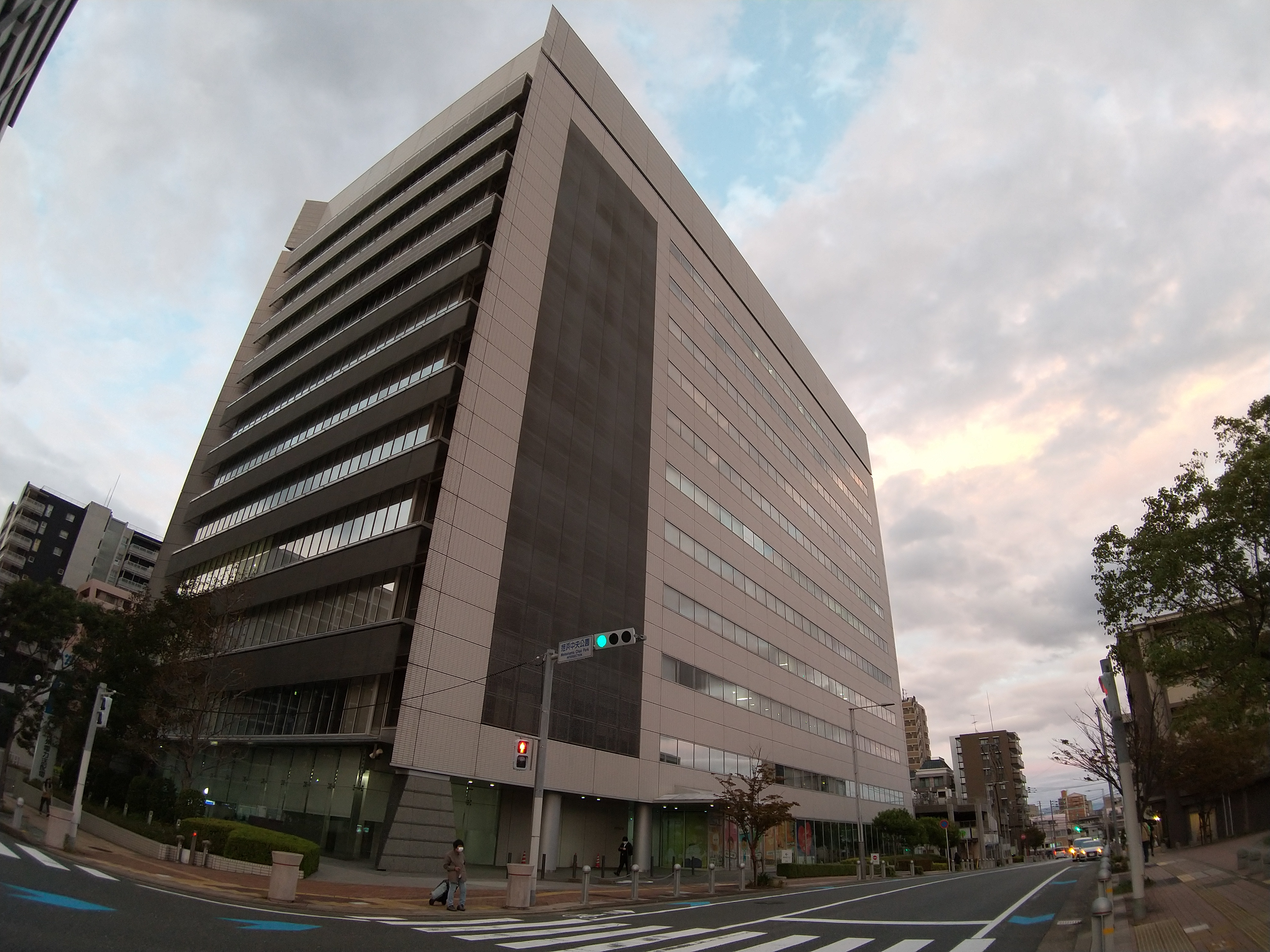
姪浜電気ビル

### 公園・緑地等

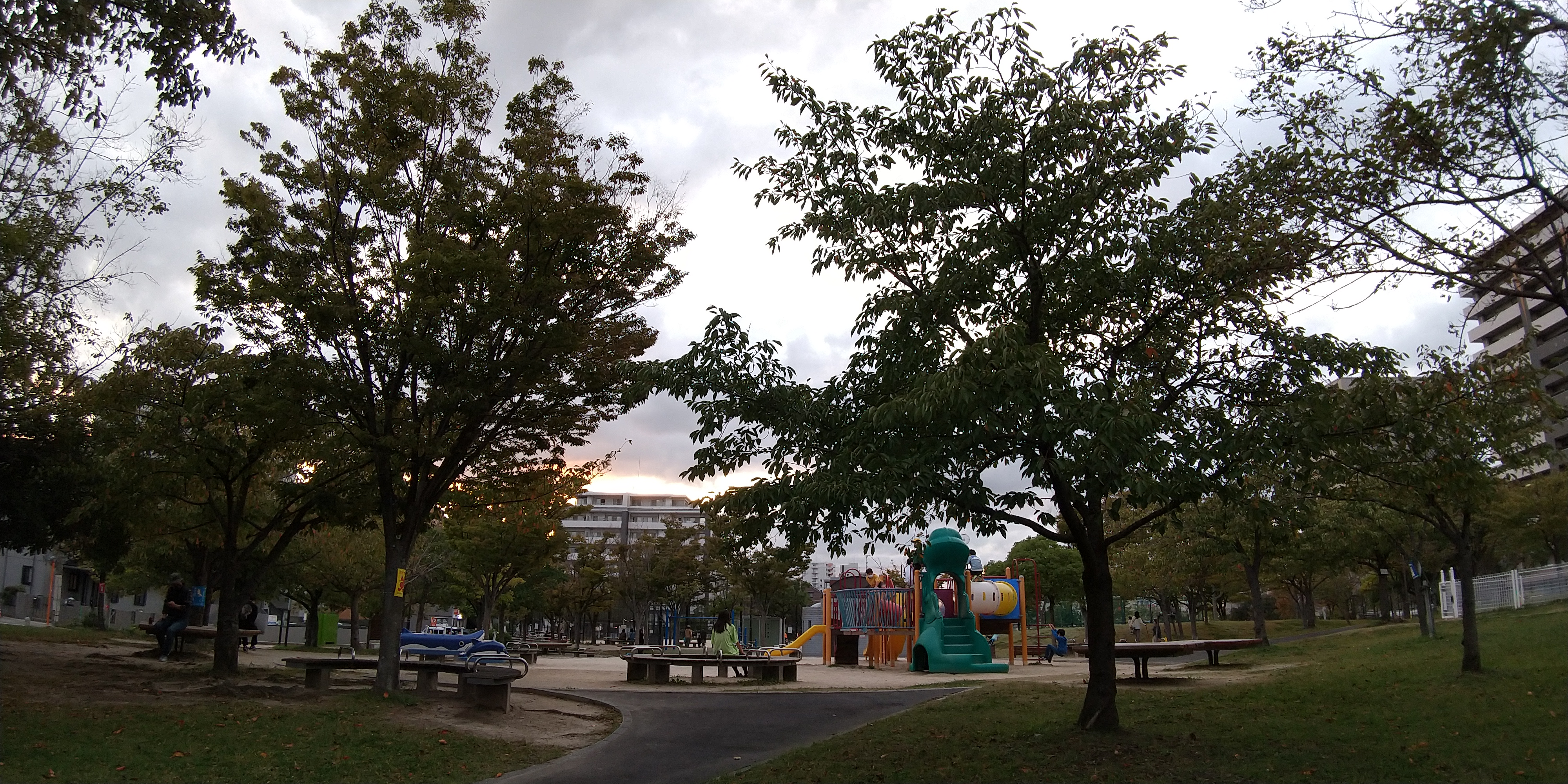
姪浜中央公園（姪浜駅南二丁目）[注釈 20]
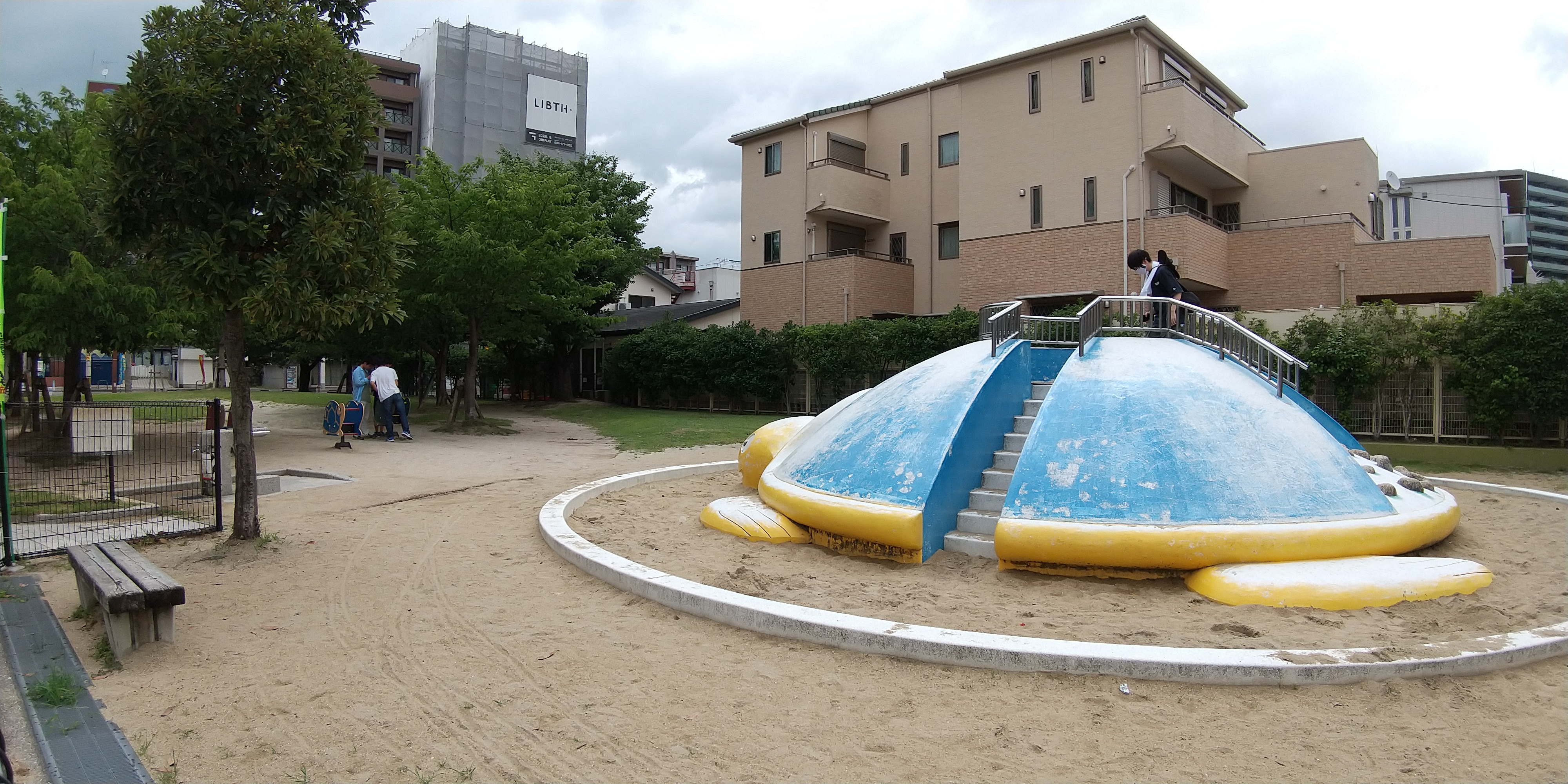
姪浜明治通公園（姪の浜一丁目、愛称：しんまちかめさんこうえん）[注釈 21]
- 姪浜6号公園[注釈 22]
- 姪浜東公園（めいのはまひがしこうえん）[注釈 23]
- 姪浜中公園（めいのはまなかこうえん）[注釈 24]
- 姪浜北公園[注釈 25]
- 上野間公園（かみのまこうえん）[注釈 26]
- 姪浜5号公園[注釈 27]
- 姪浜2号公園[注釈 28]
- 姪浜買物広場（姪の浜三丁目2-9）[注釈 29]

- 姪浜中央公園
- 姪浜明治通公園

### 医療施設
- 南川整形外科病院[注釈 30]
- 福岡ハートネット病院[注釈 31]

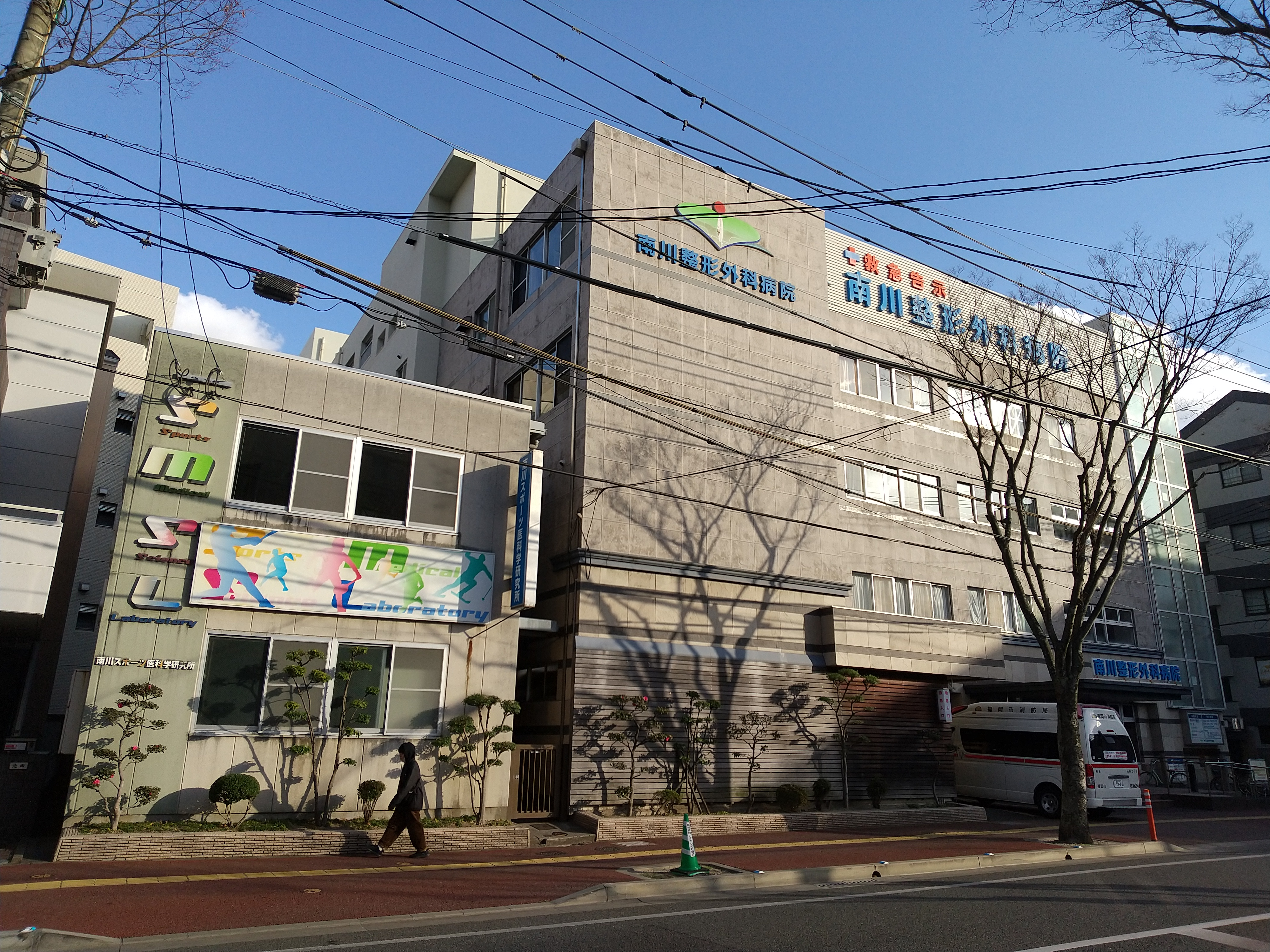
南川整形外科病院
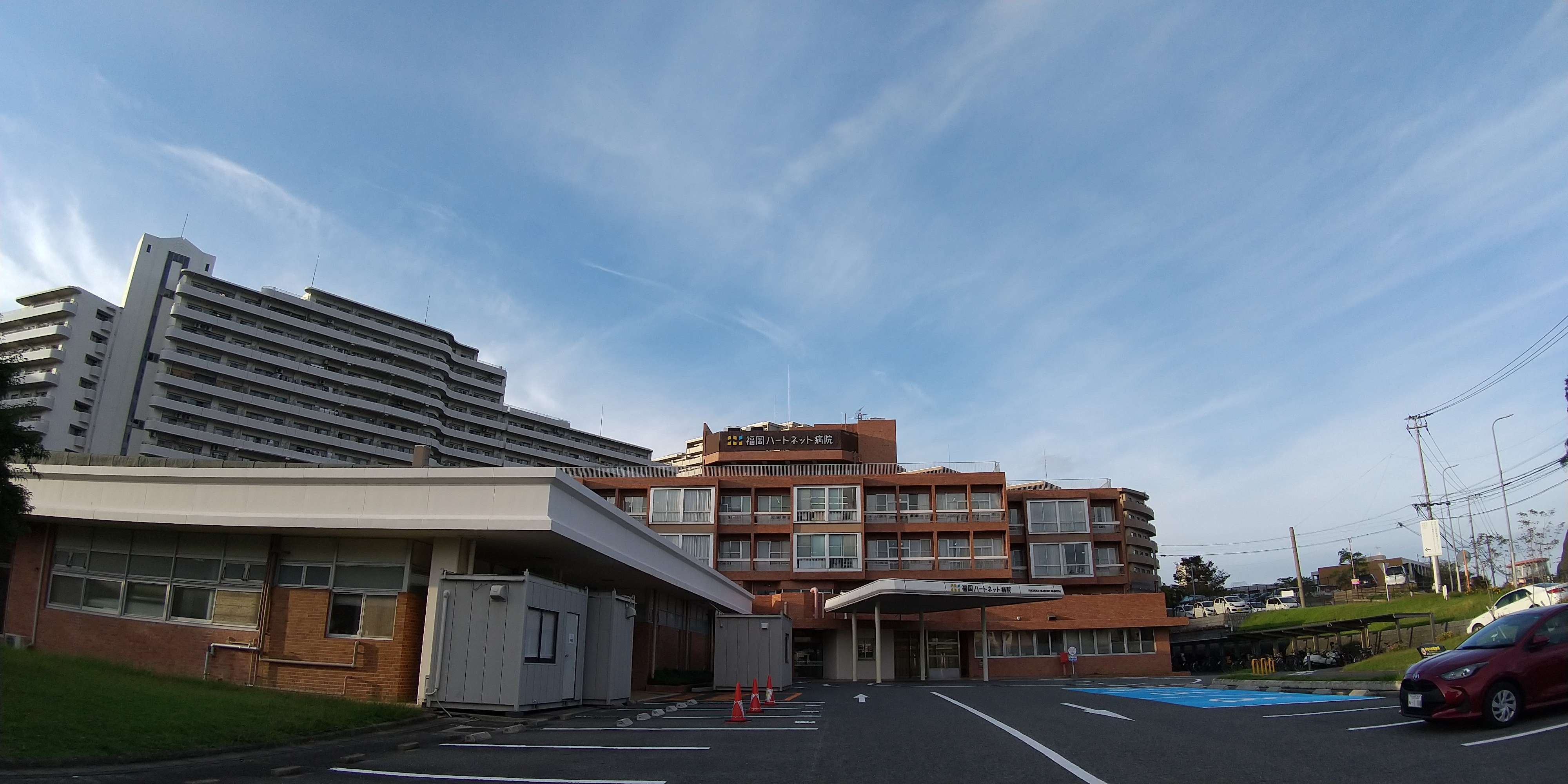
福岡ハートネット病院

### 教育施設

#### 小学校
- 福岡市立姪浜小学校[注釈 32]
- 福岡市立姪北小学校[注釈 33]
- 福岡市立内浜小学校（姪の浜5丁目）

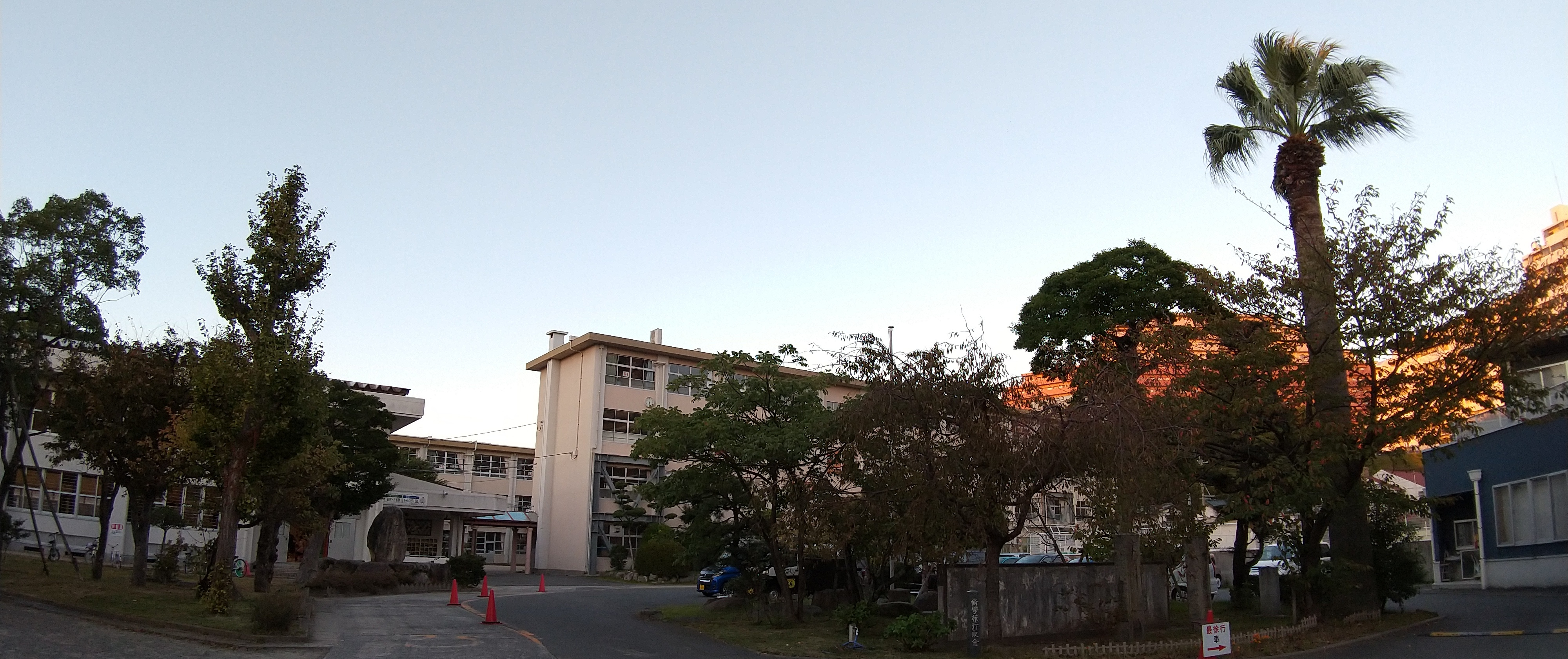
姪浜小学校
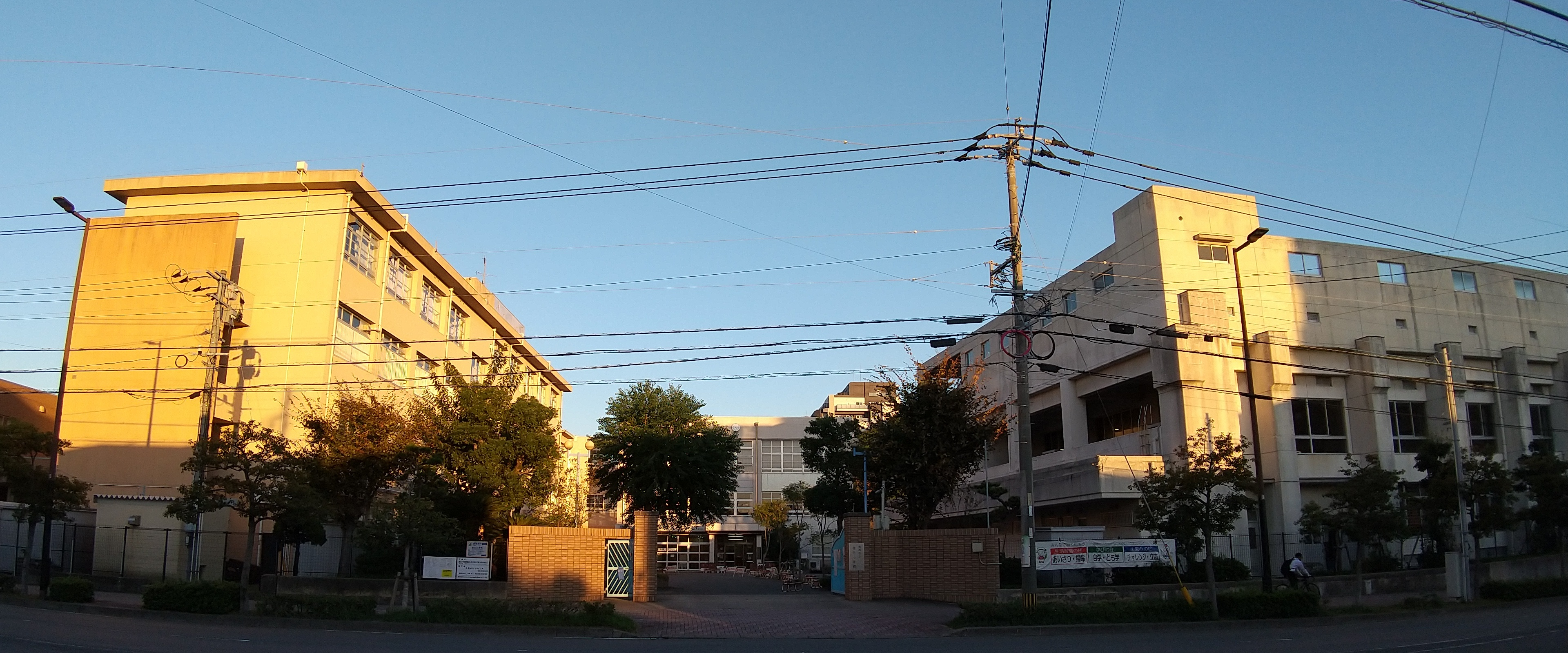
姪北小学校

#### 中学校
町内に中学校は存在せず、福岡市立姪浜中学校は愛宕浜1丁目に所在する。

### 商業施設
- レガネットにしてつストア姪の浜店（姪の浜四丁目）
- えきマチ1丁目姪浜（姪の浜4丁目：姪浜駅構内・旧:姪浜デイトス）

## 施設（周辺）

### 公共・公益施設（周辺）

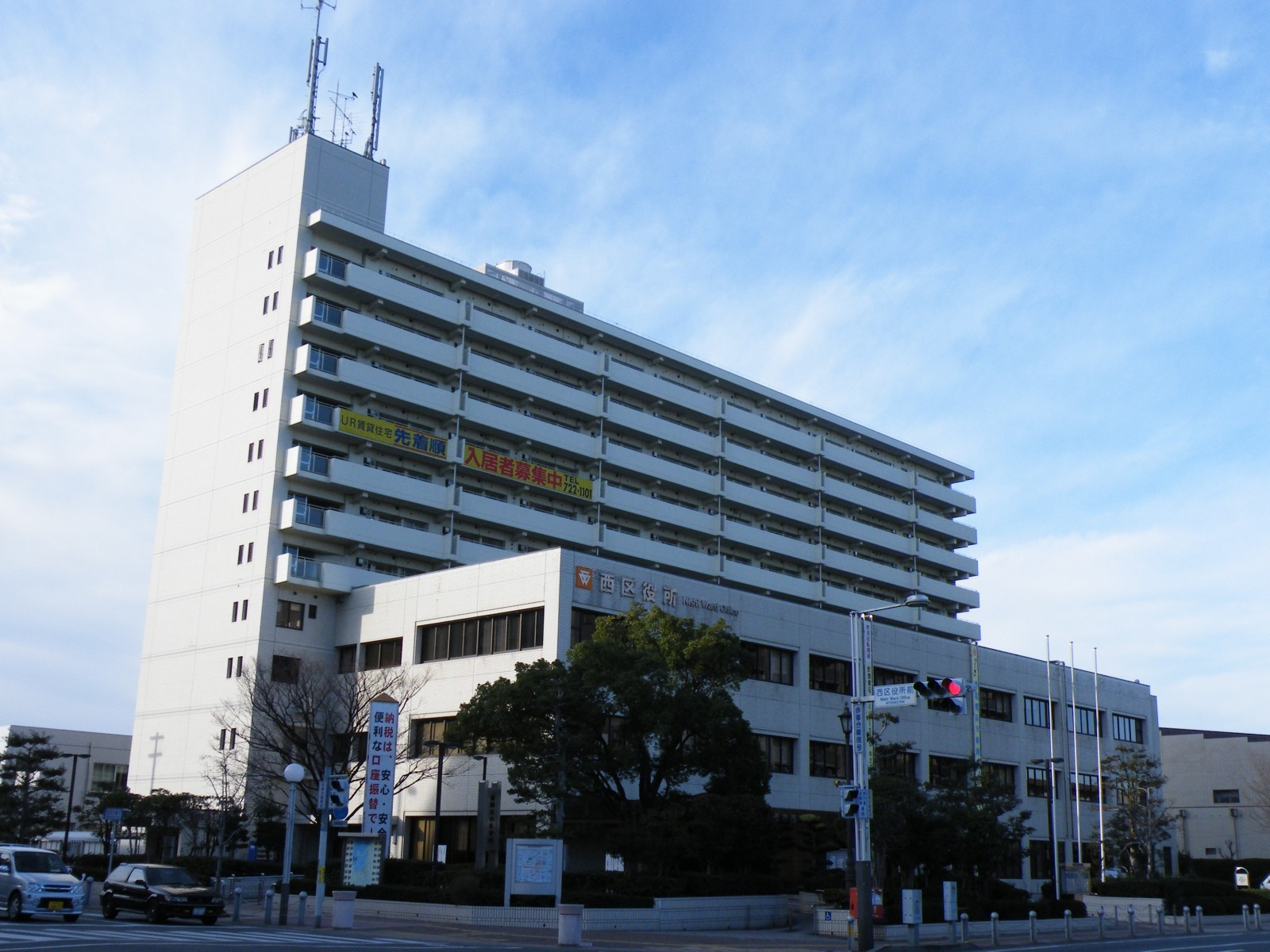
福岡市西区役所（内浜一丁目）
- 福岡西郵便局（石丸三丁目）
- 福岡市西部水処理センター（小戸二丁目）
- 西福岡年金事務所（内浜一丁目）
- 小戸公園（小戸二丁目）
- 愛宕浜中央公園（愛宕浜二丁目）

- 西区役所

### 教育施設（周辺）

#### 小学校
- 福岡市立愛宕浜小学校（愛宕浜四丁目）
- 福岡市立福重小学校（福重五丁目）
- 福岡市立石丸小学校（石丸三丁目）

#### 中学校
- 福岡市立姪浜中学校（愛宕浜二丁目）
- 福岡市立内浜中学校（内浜一丁目）
- 福岡市立下山門中学校（下山門三丁目）

#### 高等学校
- 福岡市立福岡女子高等学校（愛宕浜三丁目）

### 商業施設（周辺）
- マリノアシティ福岡（小戸二丁目）
- ウエストコート姪浜（内浜一丁目）
- マックスバリュエクスプレス姪浜駅前店（内浜一丁目）
- イオンマリナタウン店（豊浜三丁目）

### 名所・旧跡・観光スポット（周辺）
- 愛宕山
  - 鷲尾愛宕神社（愛宕2丁目）
  - 姪浜城跡
  - 探題塚 - 九州探題最期の渋川堯顕なる人物を祀る。
- 元寇防塁
- 小戸ヨットハーバー（福岡市立ヨットハーバー）
- 室見川緑地

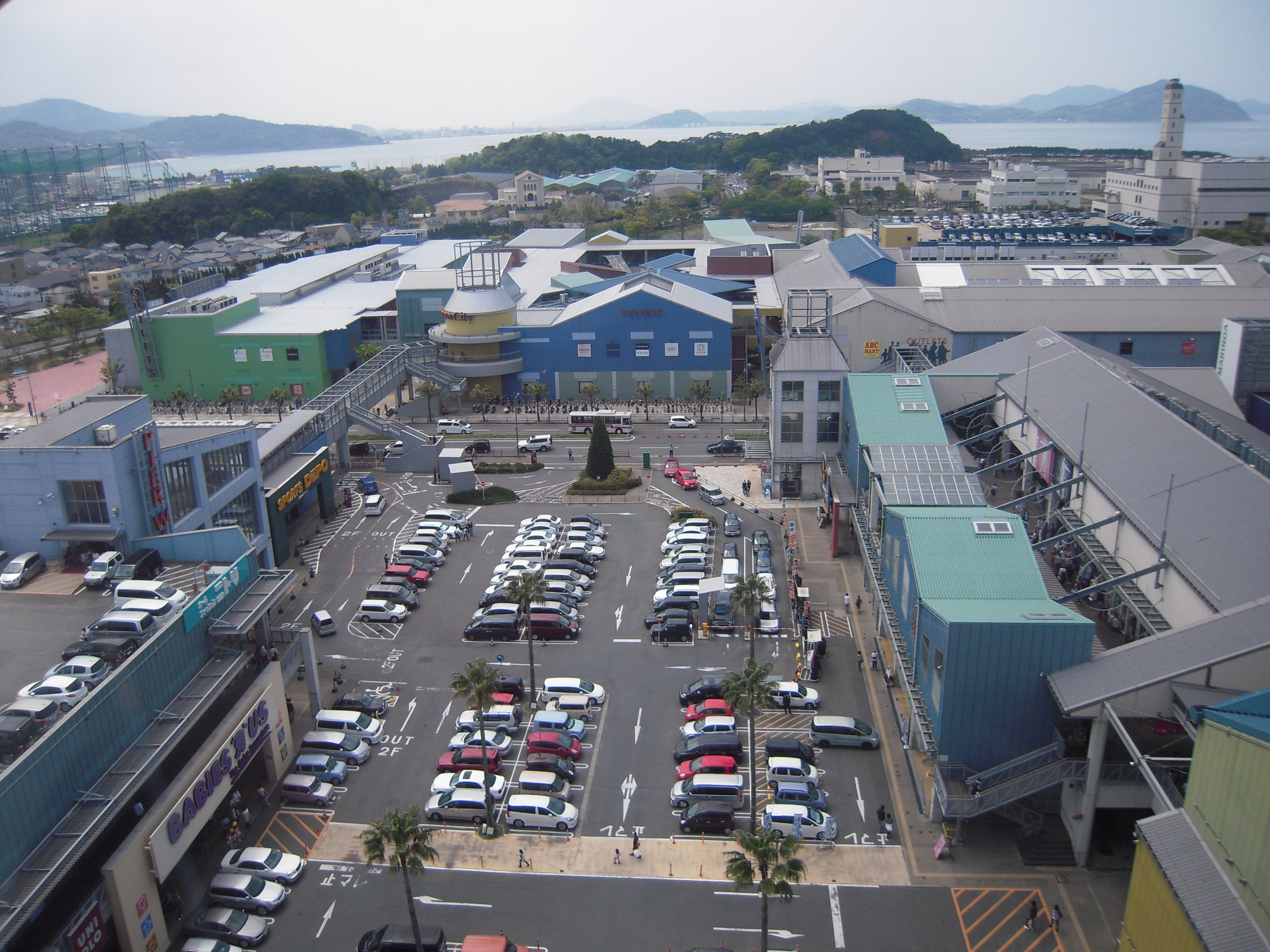
マリノアシティ
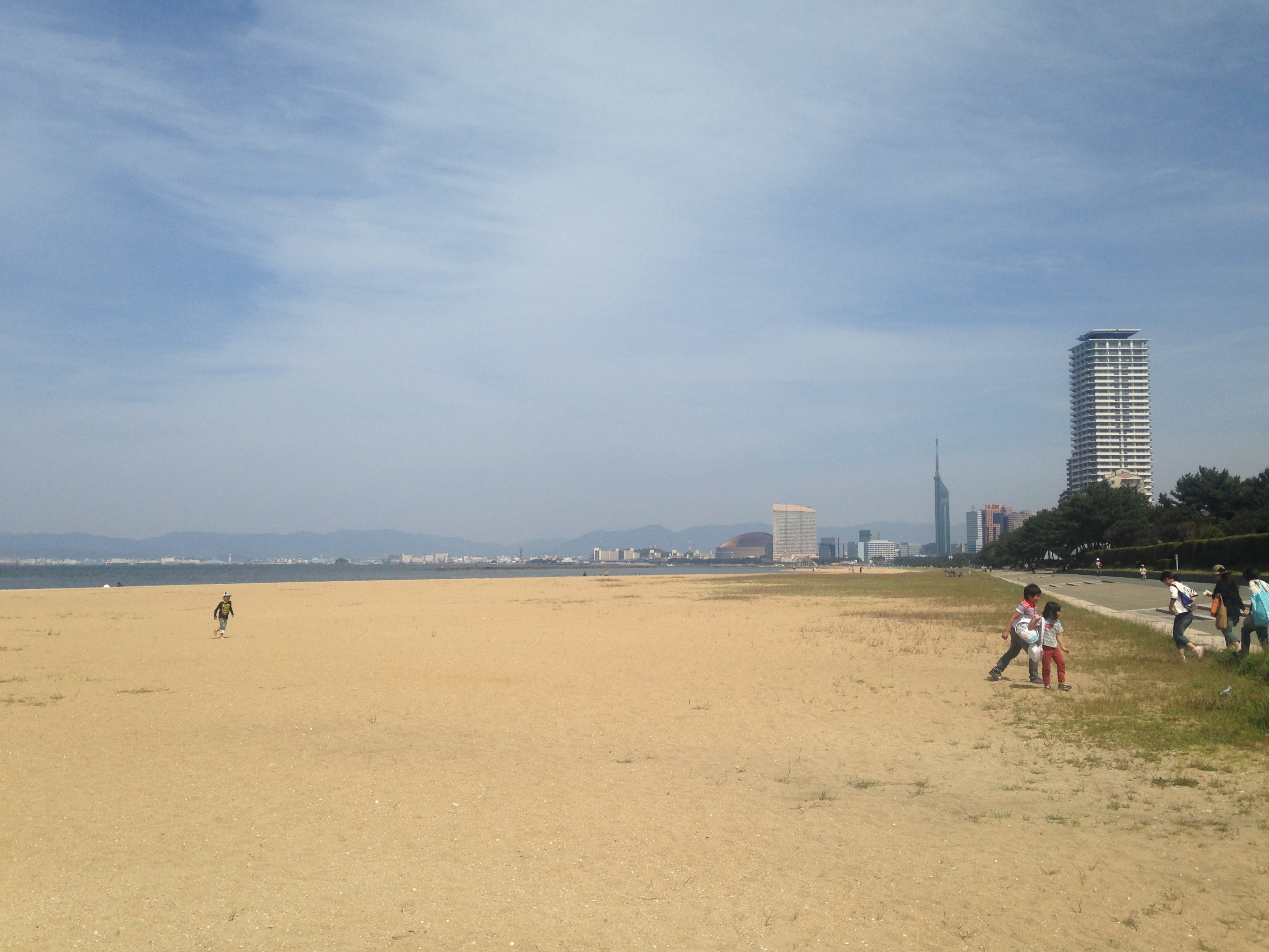
愛宕浜海岸

## 名所・旧跡
- 万正寺（まんしょうじ）[注釈 34]
- 探題塚（たんだいづか）[注釈 35]
- 万正寺のタブノキ（探題塚内）[注釈 36]
- 恵比須神社[注釈 37]
- 住吉神社[注釈 38]
- 白毫寺（びゃくごうじ）[注釈 39]
- 貴船神社（きふねじんじゃ）[注釈 40]
- 興徳寺（こうとくじ）[注釈 41]
- 照林寺（しょうりんじ）[注釈 42]
- 順光寺[注釈 43]

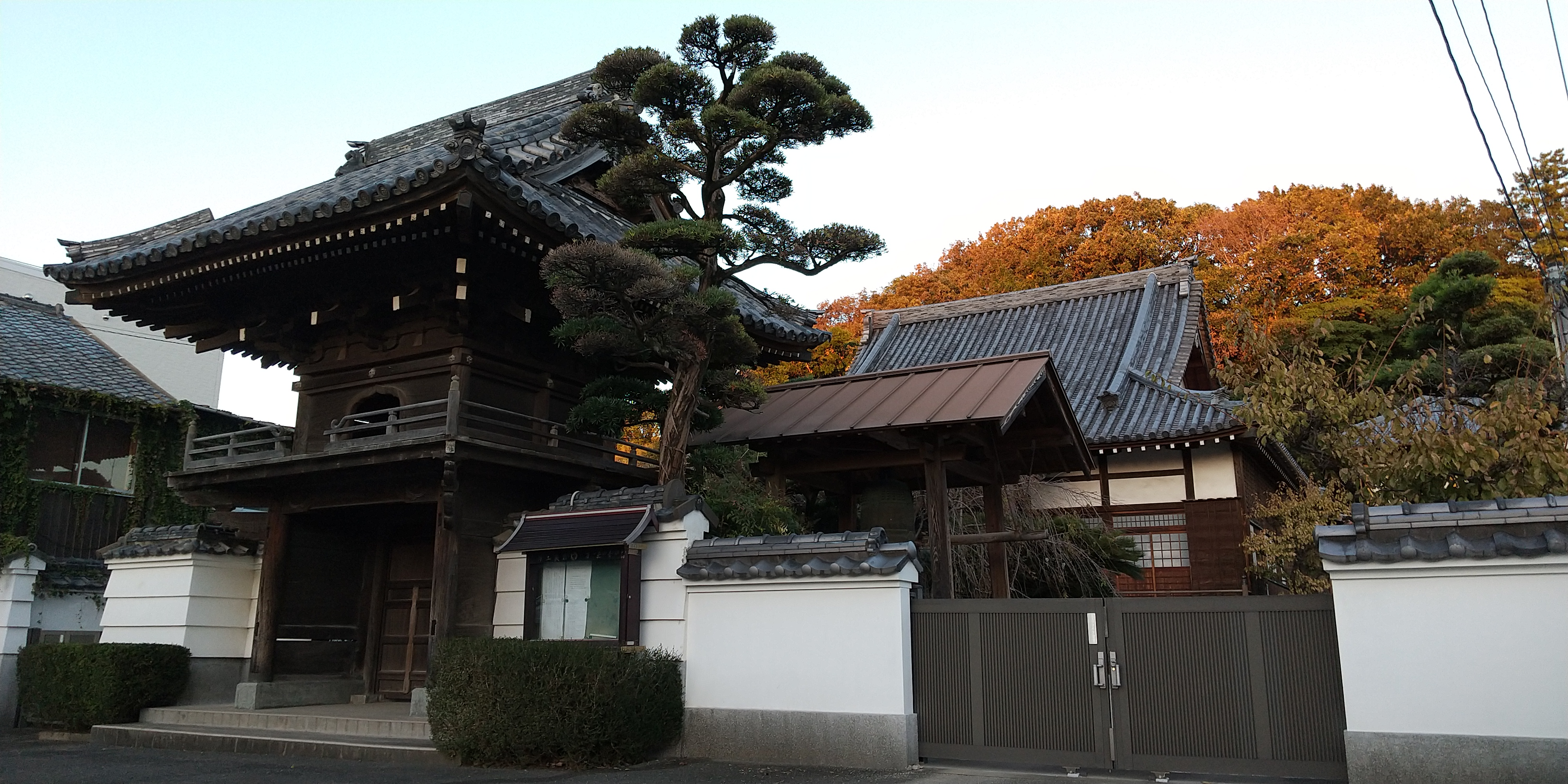
万正寺
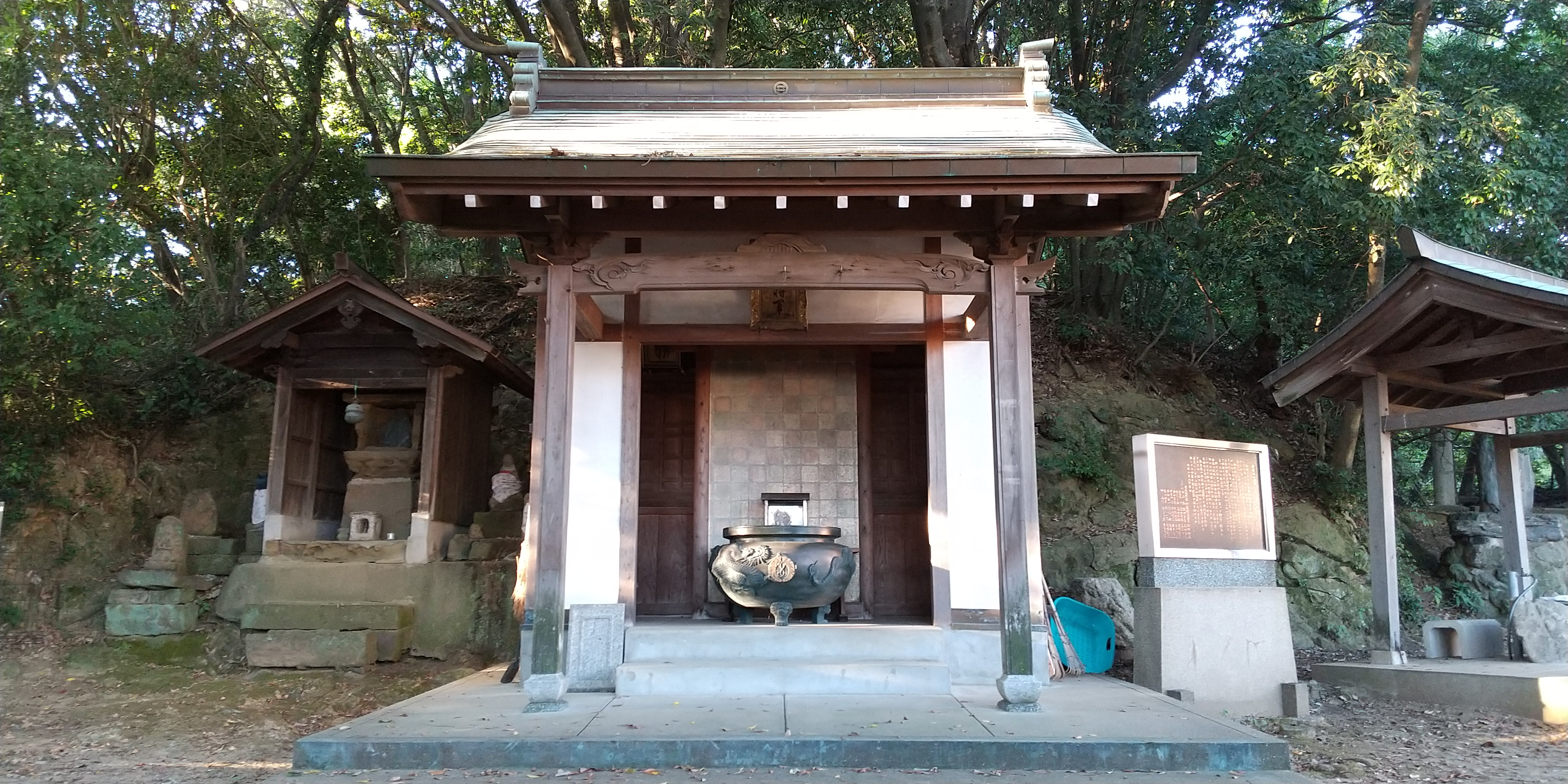
探題塚
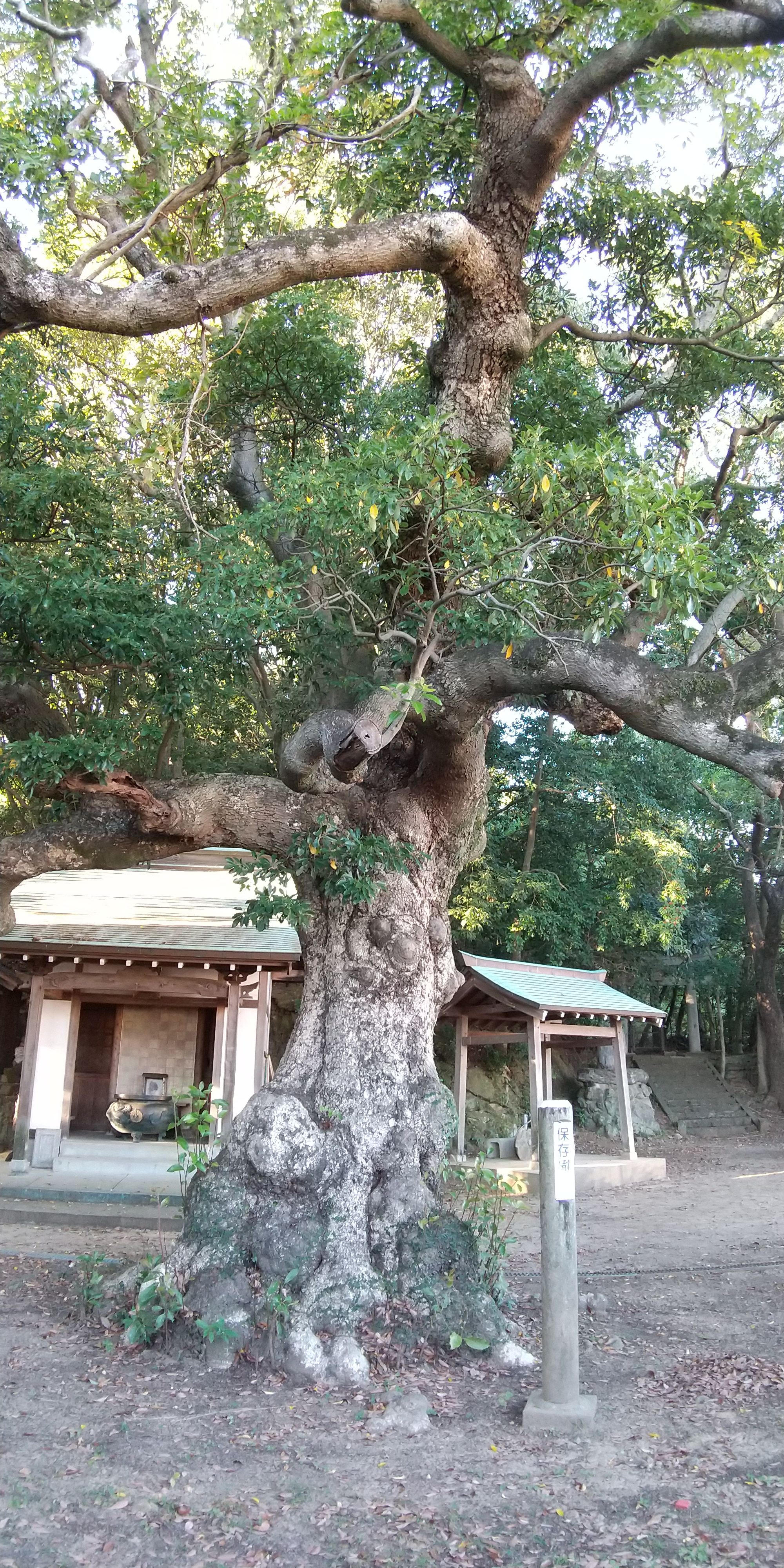
万正寺のタブノキ
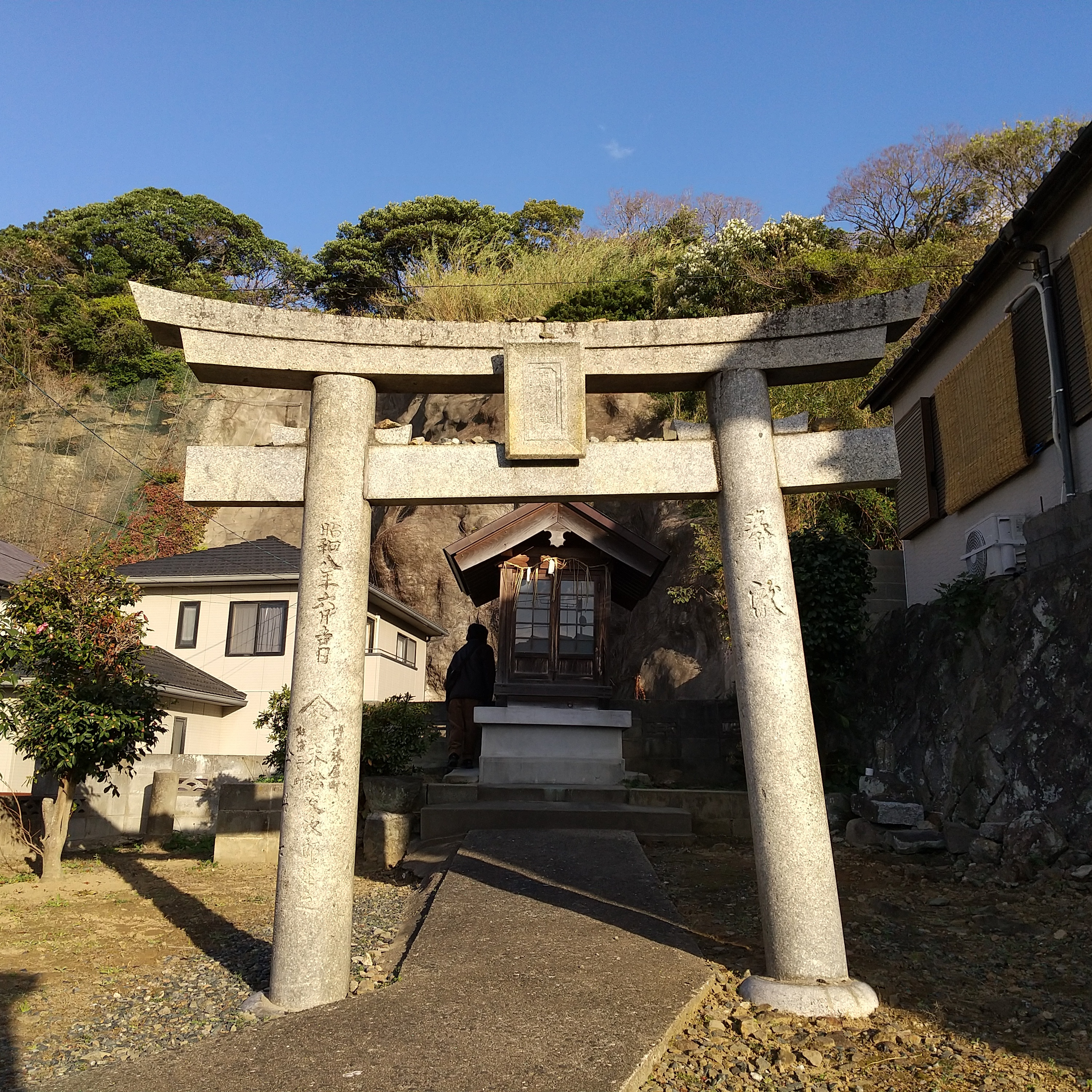
恵比須神社
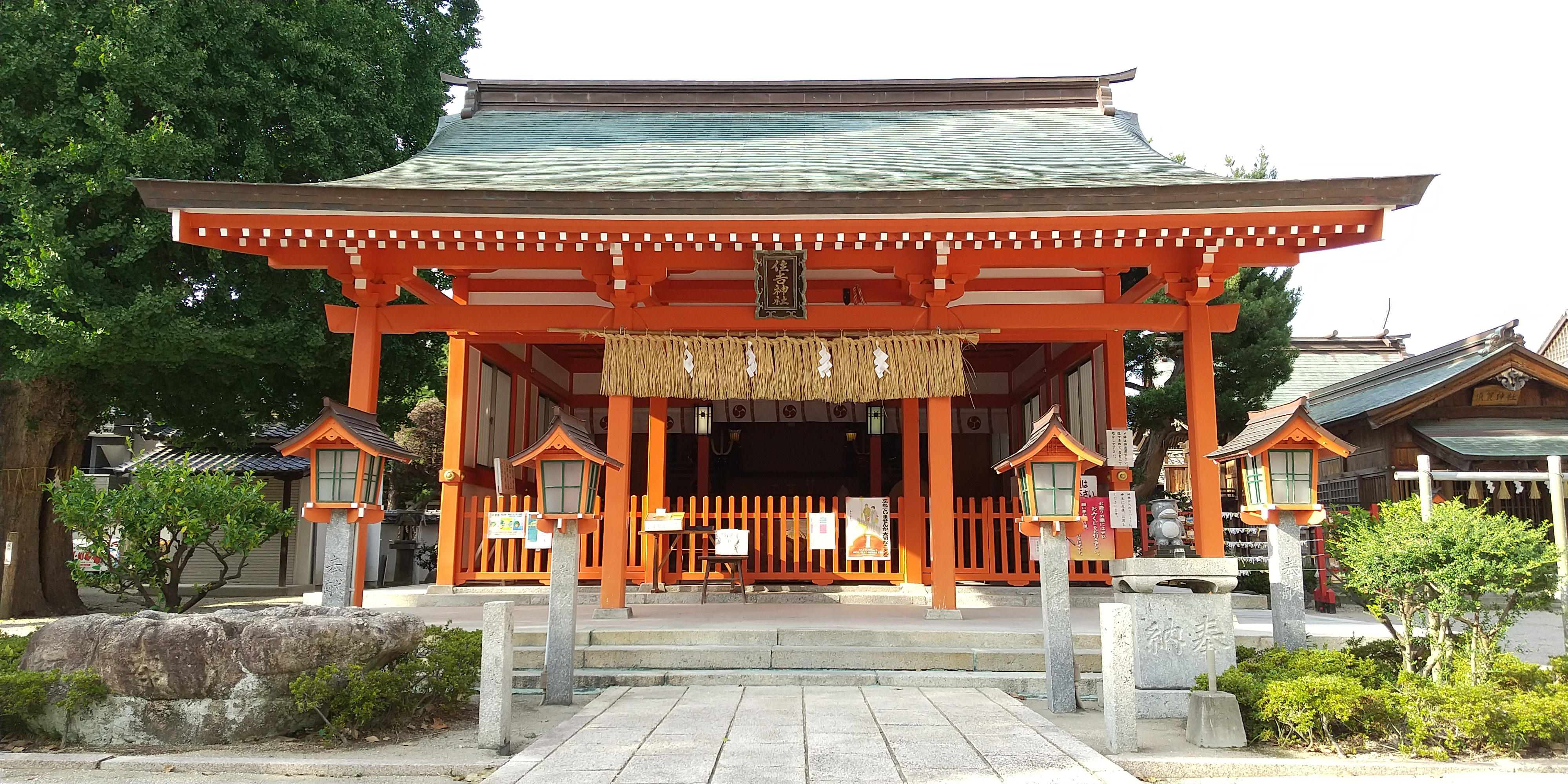
住吉神社
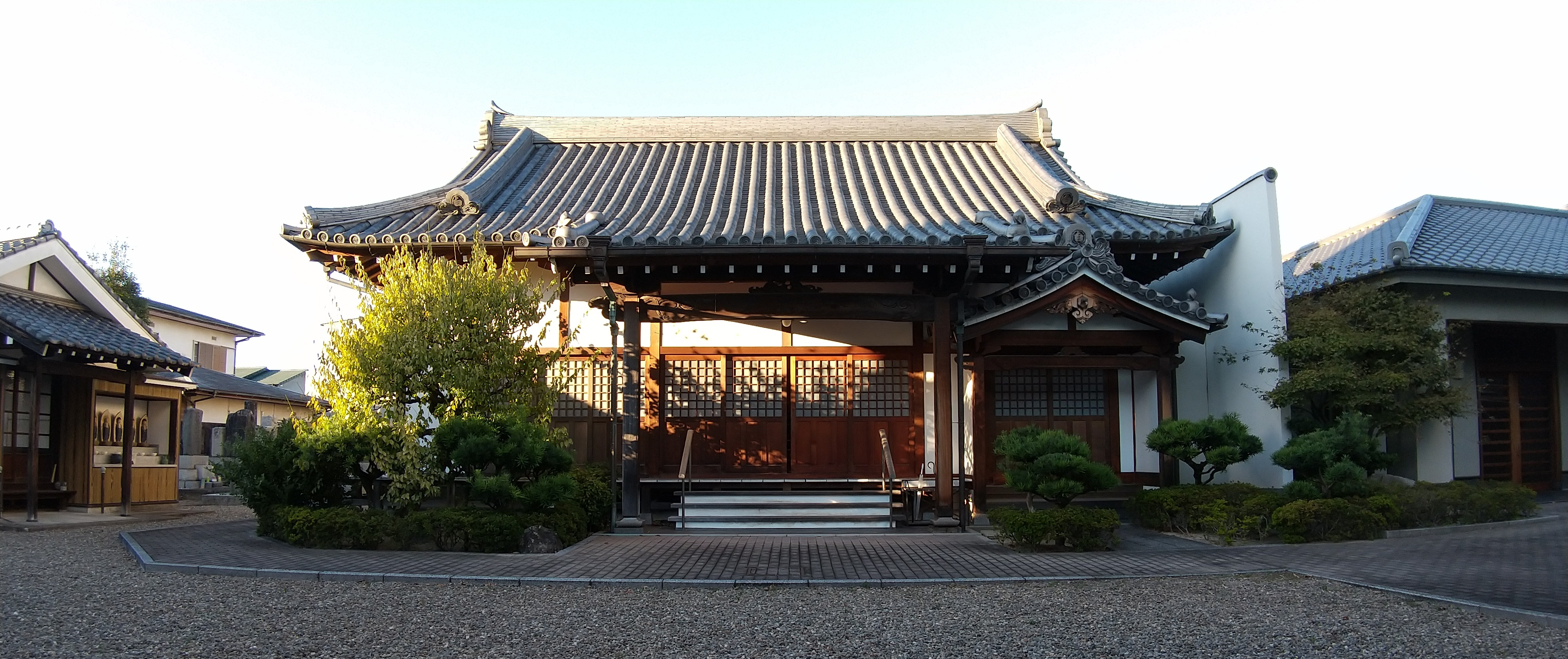
白毫寺
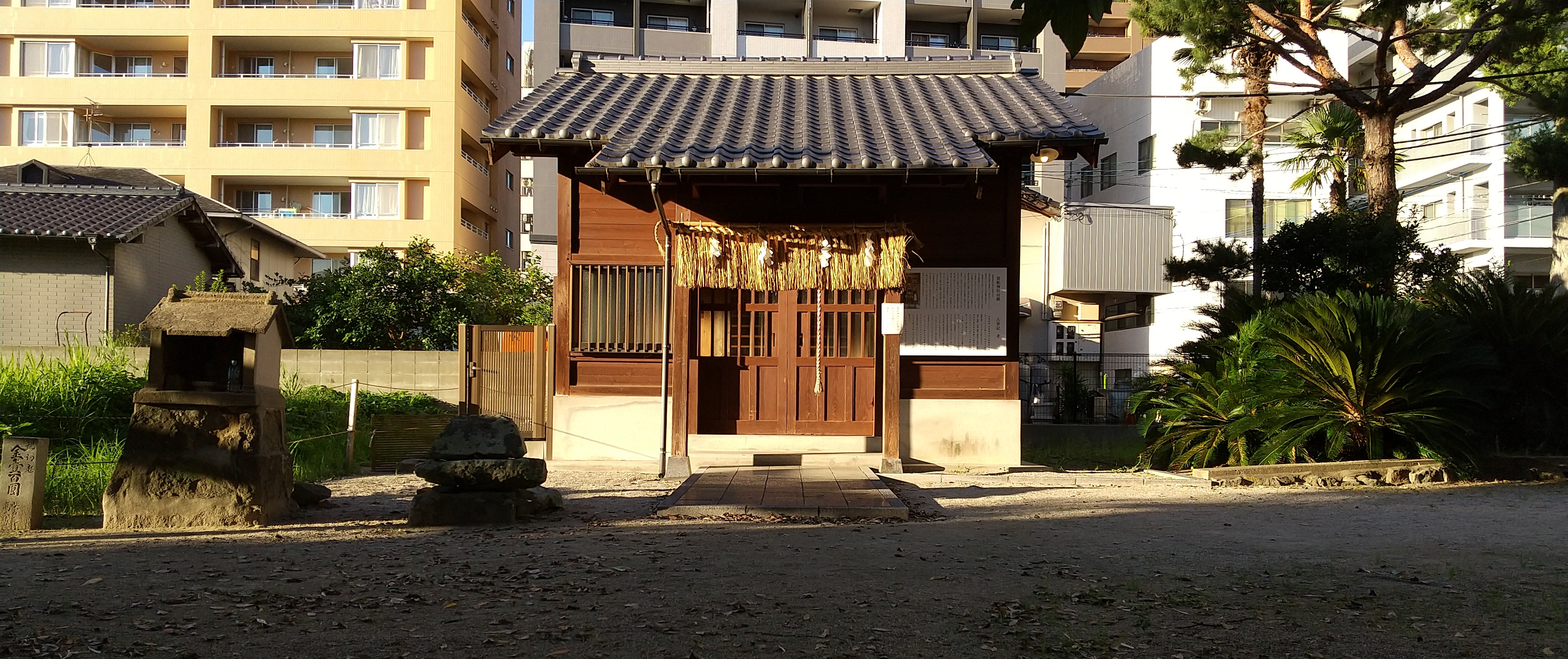
貴船神社
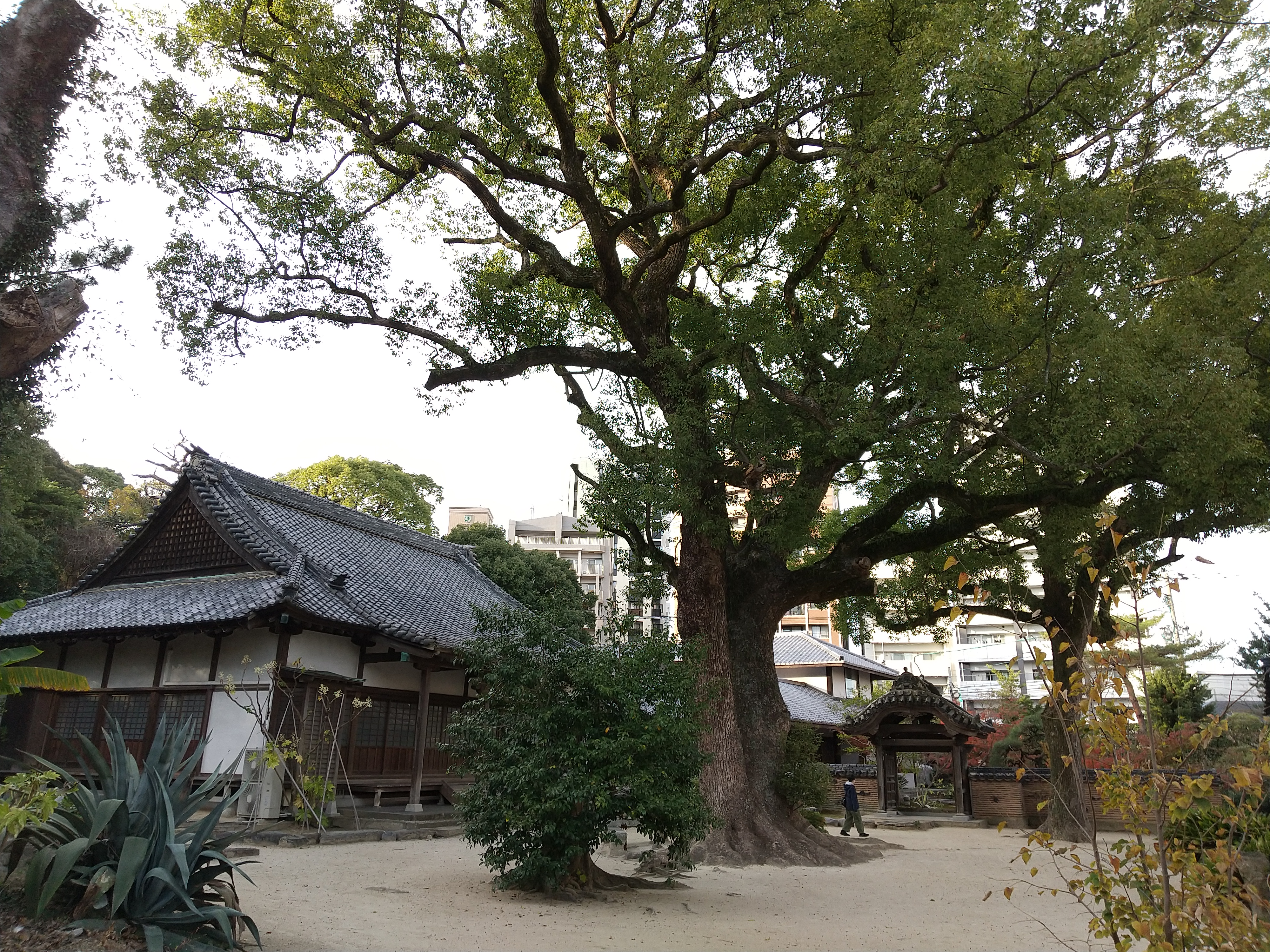
興徳寺
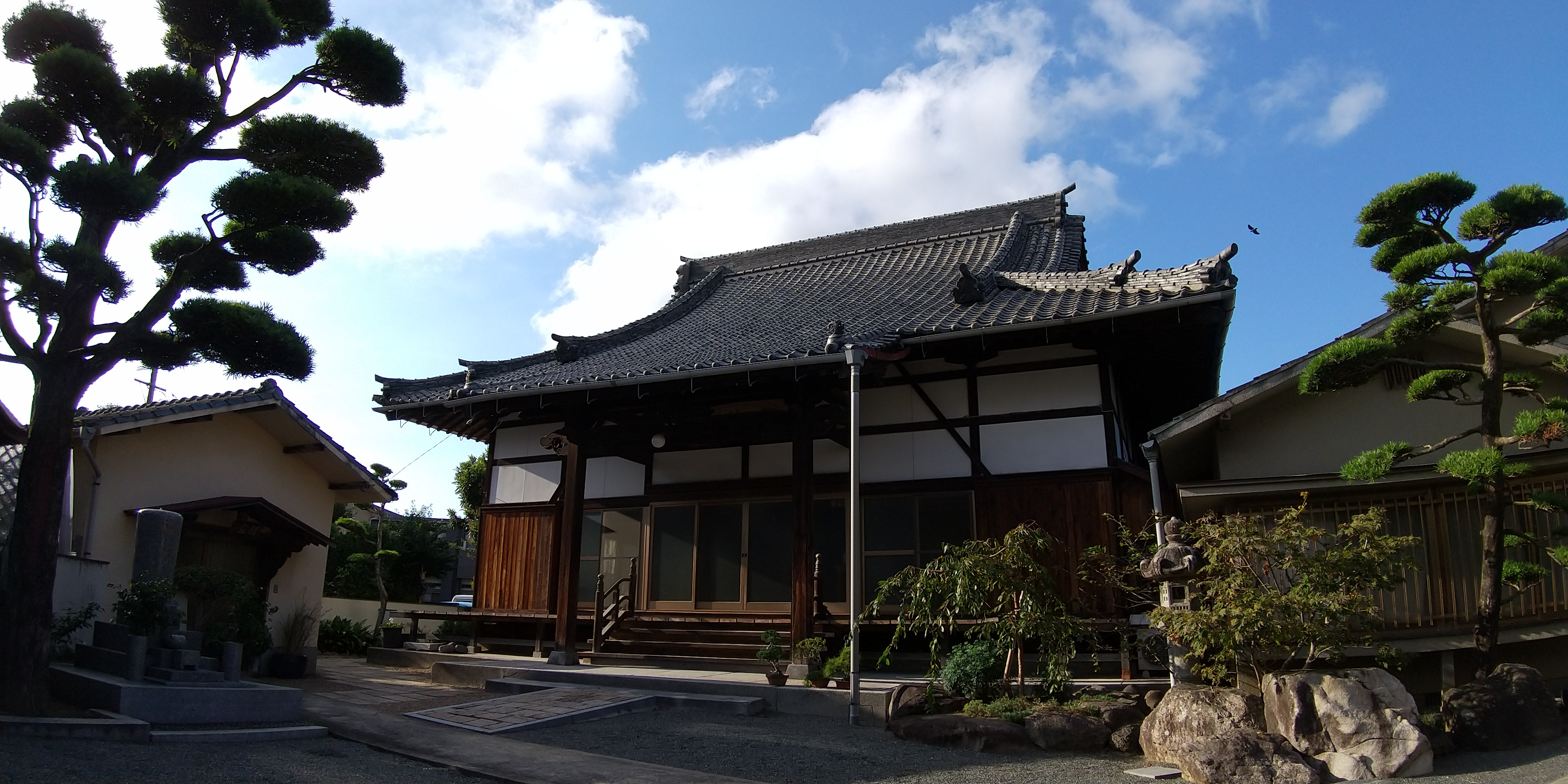
照林寺
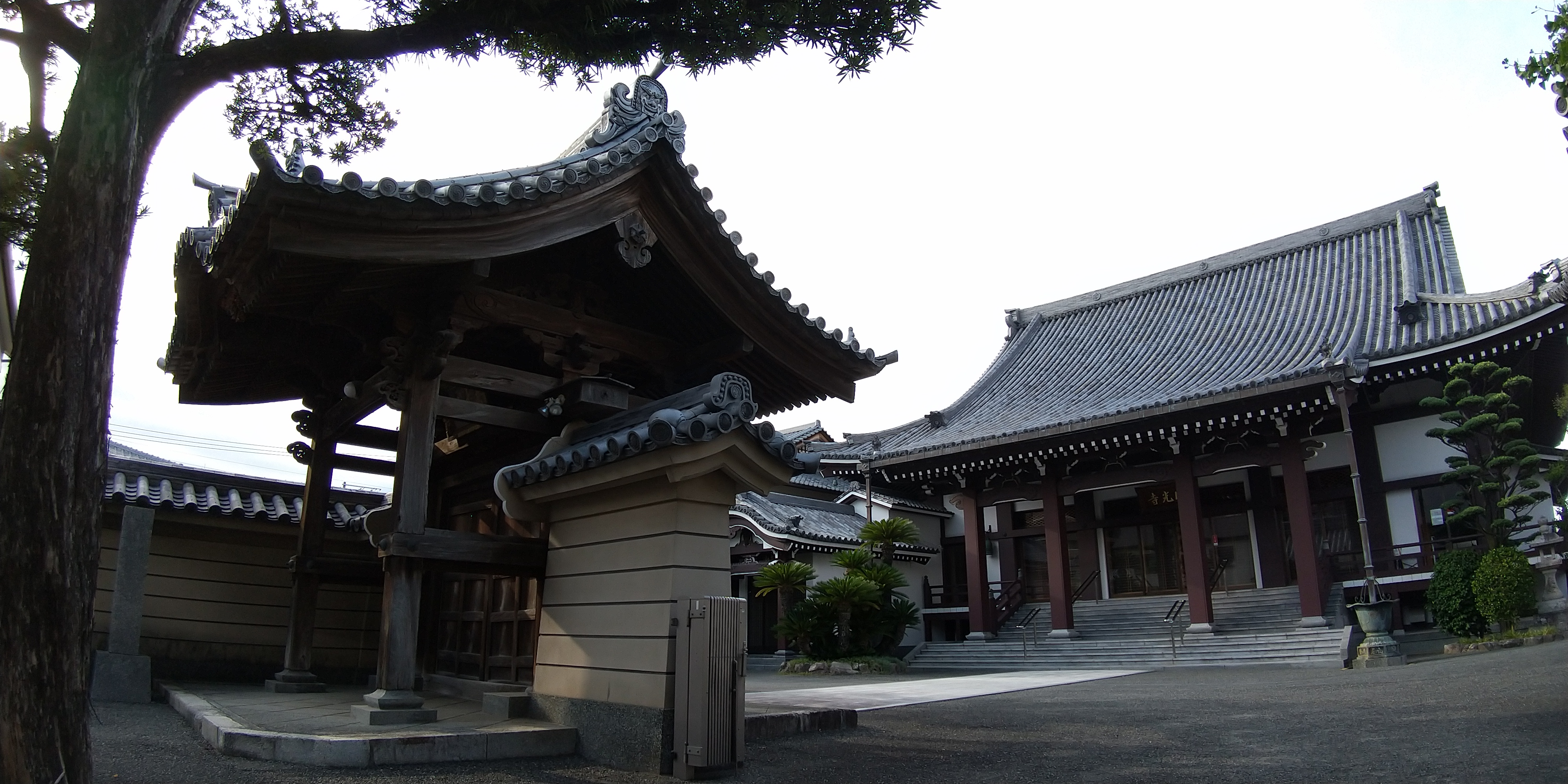
順光寺

## 出身・ゆかりのある人物
- 石橋喜祐（石材販売合資会社代表社員、早良銀行取締役）
- 亀井少琹（画家、漢詩人）
- 亀井南冥（医者、儒学者）
- 筑前助広（小説家）